# 明朝
明朝（1368年1月23日—1644年4月25日），國號大明，又称朱明、皇明、大明皇朝，灭亡后又称前明，是中國歷史上繼元朝之後的大一統王朝，也是最后一个由汉族统治的帝制王朝，历经12世、16位皇帝，国祚277年。
1368年，朱元璋滅陳漢王陳友諒、周王張士誠等勢力，後推翻元朝，在應天府（今南京）稱帝，是为明太祖。建立之初，他致力於集權，藉胡惟庸案、藍玉案誅殺功臣，提高皇權，並廢除宰相和中書省，分權於六部；全國置十三布政司，由布政使、按察司、都指揮使分理民政、司法、軍事。与此同时，明太祖还通过颁布《皇明祖训》、《大明律》、《御制大诰》等法令内容，建立了贯穿明朝的基本制度。
1398年明太祖朱元璋去世後，由於太子朱標早死，由其孫朱允炆即位，年號建文，为明惠帝。为了应对朱元璋分封诸子造成的威胁，朱允炆與親信大臣齊泰、黃子澄等密謀削藩，由此导致朱元璋第四子燕王朱棣在姚廣孝的建議下以「清君側，靖內難」的名義起兵对抗朝廷，史称靖難之役，建文四年（1402年），朱允炆最终敗於朱棣并失踪，朱棣即位，改元永乐，是为明成祖（即明太宗）。明成祖即位后励精图治，疏浚会通河，派遣太监郑和六下西洋，编纂《永乐大典》，通过将镇守总兵派遣到各地，从而彻底消除了边塞藩王造反的威胁，将安南纳为郡县，在东北设立奴儿干都司，更五次亲征蒙古。除此之外，明成祖在永樂十八年（1420年），遷都順天府（今北京）。
明成祖去世后，经过仁宗、宣宗两位皇帝，他们对成祖的政策进行了调整，以求缩减开支，让民生有所恢复。之後，宣宗之子明英宗在正統十四年七月親征瓦剌，八月在土木堡被瓦剌俘虏。（此為明朝由盛轉衰的轉折點，即土木堡之變）。于謙另立英宗之弟祁鈺為景帝（或稱明代宗、景泰帝），取得京师保卫战（北京保衛戰）的胜利，瓦剌議和，放回英宗。英宗被幽禁了七年，正好朱祁鈺重病纏身，就發動發動奪門之變，成功复辟，並改年號天順，也正是从这一时期开始，明朝的对外政策转变为保守防御为主。英宗之后，宪宗和孝宗相继与民休息，孝宗则力行节俭，减免税赋。其后，武宗时期爆发南巡之争和安化王之亂、寧王之亂。世宗即位初，引发大礼议之争，他清除宦官和权臣势力后总揽朝纲，后于屯门海战与西草湾之战中击退葡萄牙，任用胡宗宪和俞大猷等将领平定東南沿海的海盜。
世宗之后的隆慶（穆宗）、萬曆（神宗）年間，內閣首輔張居正實行改革（萬曆中興），加強邊防，修治河道。他推行的一條鞭法合併了各種名目的賦稅雜役，減輕人民負擔。萬曆中期，神宗主持万历三大征，保护藩属，巩固疆土。後期，神宗怠政，东林党争开始萌芽。天啟（熹宗）年間魏忠賢閹黨禍亂朝綱，至崇禎帝即位後剷除閹黨，但閹黨倒臺後，黨爭又起，政治腐敗導致國力衰退，最終爆發大規模民變（明末民變），主要有李自成的「大順」和張獻忠的「大西」政權。崇禎十七年三月十九日（1644年4月25日），李自成率領的大順軍攻破北京，崇禎帝自縊於煤山（甲申之變），明朝滅亡。不久后，吳三桂帶領清兵入关，往后打败李自成和明室后裔建立的南明等政权，最终由清朝统一中国。
經濟方面，明廷在全國推廣植棉，提倡栽種經濟作物。手工業方面，遵化、佛山的鐵冶，景德鎮的制瓷，松江棉布都較為有名。文化方面，王守仁的心學主張「心外無理」、「致良知」，一洗程朱理學之弊。“四大奇書”，即《三國演義》、《水滸傳》、《西游記》、《金瓶梅》都留下深遠的影響。对外方面，明朝中后期开始与欧洲人有接触，番薯、玉米等作物都先後傳入中國，天主教传教士来华传播文化，葡萄牙人開始在澳门定居。

## 歷史

### 明朝的建立

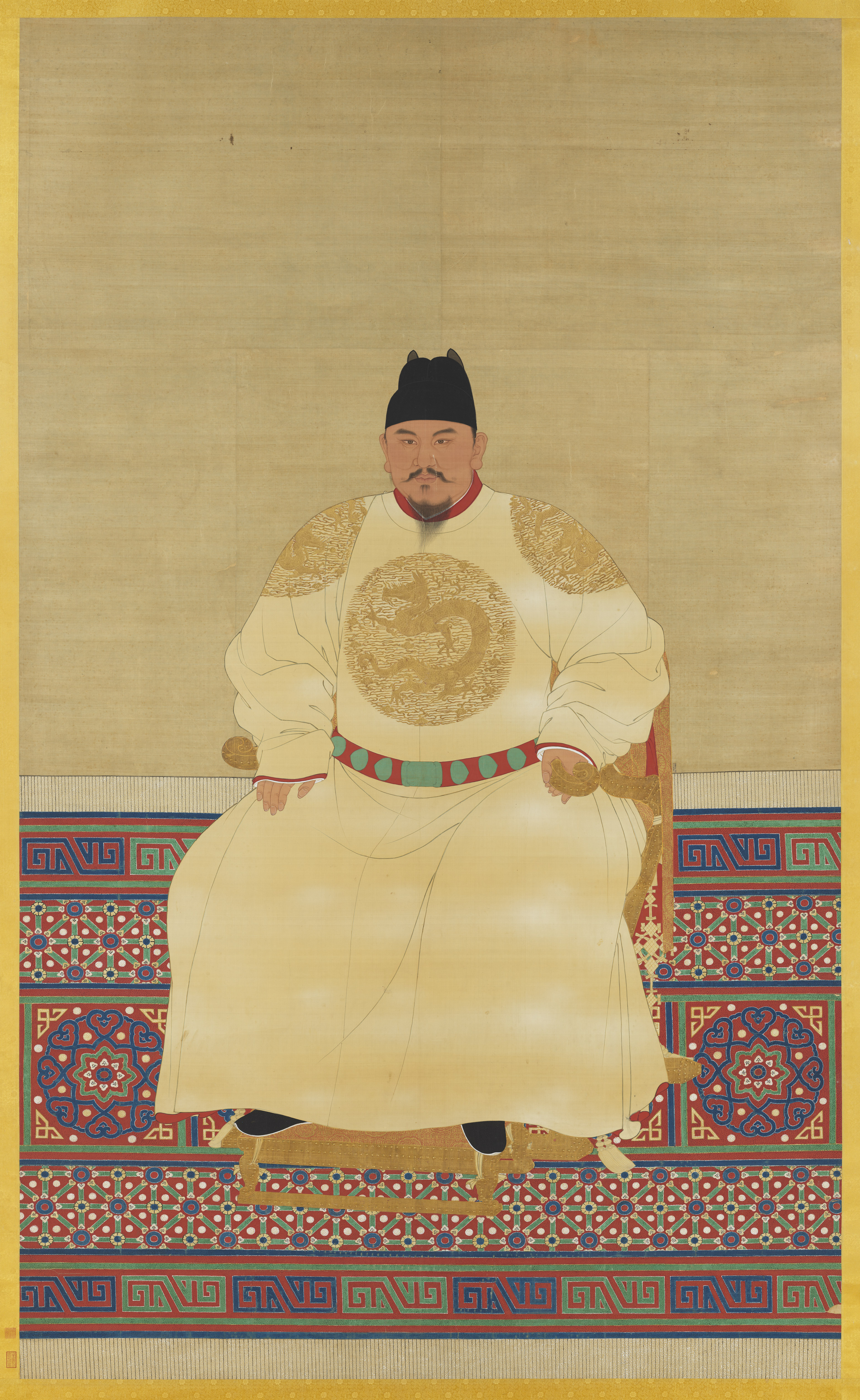
明朝第一位皇帝朱元璋畫像。台北國立故宮博物院藏

元朝末期，官員貪污，貴族靡爛，朝政腐敗，爆發紅巾軍為主力的民變（元末民變）。朱元璋所部的義軍紀律嚴明，用人唯賢，先後有馮國用兄弟、李善長、陶安、劉基等文士，徐達、常遇春、湯和等將領，勢力日增。元至正十六年（1356年），朱元璋佔領集慶（今江蘇省南京市），繼而向蘇、浙、皖、贛發展，採納謀士朱升「高築牆，廣積糧，緩稱王」的建議，經過幾年努力，其軍事和經濟實力迅速壯大:4-7。元至正二十三年（1363年），通過鄱陽湖水戰，陳友諒勢力基本被消滅。元至正二十四年（1364年），朱元璋自稱吳王。至元二十七年（1367年），率軍攻下平江（今江蘇省蘇州市），滅張士誠，同年又消滅割據浙江沿海的方國珍:8-13。元至正二十八年正月初四日（1368年1月23日），朱元璋於应天府（今南京）稱帝，即明太祖，定國號「大明」，以當年為洪武元年。同年八月，攻佔元大都（今北京），元廷撤出中原，史稱北元。之後於洪武四年（1371年）消滅位於四川的明玉珍勢力，於洪武十四年（1381年）消滅據守雲南的元朝梁王。最後，明太祖于洪武五年（1372年）、洪武二十一年（1388年）两度深入漠北進攻北元，对北元造成沉重打击，天下至此初定:13-16。

### 皇权集中与建文削藩
明太祖即位后一方面減輕農民負擔，恢復社會的經濟生產，改革元朝遺留的吏治，懲治貪官，社會經濟從戰亂中得到恢復和發展，史稱洪武之治。明太祖確立里甲制，配合賦役黃冊戶籍登記簿冊和魚鱗圖冊的施行，落實賦稅勞役的徵收及地方治安的維持:32-35。
明太祖為了巩固皇权，大肆屠戮功臣大將。洪武十三年（1380年），朱元璋以「擅權植黨」之名處死中書丞相胡惟庸，藉此廢除宰相制度，集君權和相權于一身。事隔十年，又以株連李善長、陸仲亨等大批大臣，宣佈他們奸黨，連坐受誅者達三萬餘人（胡惟庸案）。洪武二十六年（1393年），朱元璋又借大將軍藍玉張狂跋扈之名對其誅殺，連坐被族誅的有一萬五千餘人，史稱藍玉案。胡惟庸案、藍玉案、空印案與郭桓案合稱明初四大案，「元功宿將相繼盡矣！」:164。明太祖通過打擊权臣、特務監視等一系列方式加強皇權，使明初的皇帝專制程度與中國此前歷代相比更高:20-45。
明太祖分封诸子為王，以加強邊防，藩屏皇室。諸王之中，以北方諸王勢力較強，又以秦王朱樉、晉王朱棡與燕王朱棣的勢力最大。為防止朝中奸臣不軌，明太祖規定諸王可移文中央捉拿奸臣，必要時得奉天子密詔，領兵「靖難」（意为“平定國難”）。同時為防止諸王尾大不掉，明太祖也允許今後的皇帝在必要時可下令「削藩」:20-45:163-164。
洪武三十一年（1398年）明太祖驾崩，由於皇太子朱標於七年前因巡视陕西而病薨逝，遗诏由皇太孫朱允炆即位，改年號建文，即明惠帝（亦稱建文帝、明惠宗）。建文帝為鞏固皇權，與親信大臣齊泰、黃子澄等密謀削藩。周王朱橚、代王朱桂、齊王朱榑、湘王朱柏等先後或被廢為庶人，或自殺。同時以邊防為名調離燕王的精兵，準備削除燕王。結果燕王朱棣在姚廣孝的建議下以「清君側，靖內難」的名義起兵，遭到盛庸等忠于建文帝的大臣的痛击，但最後迂迴南下，佔領京師，是為靖難之變。朱棣即位，即明成祖，年號永乐。建文帝在宮城大火中下落不明:46-65。明成祖對支持建文帝的官员大肆诛殺，諸如黃子澄、齊泰等:167-168。

### 永樂盛世与仁宣之治

将明朝推向鼎盛的明成祖朱棣（在位：1402年－1424年），台北国立故宫博物院藏

繼洪武之治，明成祖、明仁宗與明宣宗相繼興起永樂盛世與仁宣之治，這是明朝的盛世。
明成祖時期武功昌盛。在北方，明成祖親自五入漠北攻打北元分裂後的韃靼與瓦剌。明成祖冊封瓦剌三王，使與韃靼對立，等到瓦剌興盛後又助韃靼討伐瓦剌，不使任何一方独大。在南方，明成祖出击安南，将安南纳入明朝版图，设立交趾布政司，安南后来在明宣宗年间重新获得独立。
在東北，明成祖為安撫東北女真各部，在歸附的海西女真（位於松花江上游）與建州女真（位於松花江、牡丹江之間）設置衛所，並派亦失哈安撫位於黑龍江下游的野人女真。永乐七年（1409年）亦失哈在黑龙江下游东岸奴儿干地方（元朝征东元帅府旧地）設置奴兒干都指揮使司，擴大明朝東疆，但因为鞑靼干预，至永乐九年（1411年），明成祖击败鞑靼后，派遣亦失哈护送此前委任的康旺、王肇州前往奴儿干都司衙署就任，奴儿干都司正式建立。在西南，永樂十一年（1413年），明成祖利用贵州土司地方矛盾，进行改土归流，设立貴州等處承宣布政使司，对贵州进行直接管理，同时加強對雲南的開發:60-65:168-170。除此之外，明成祖还在西藏地区多封众建，先后设立三大法王、五大教王，加强对西藏地区的羁縻统治。
明成祖一改明太祖閉關自守的外交策略，自永樂三年（1405年）開始派宦官鄭和下西洋計七次，前六次均在永乐年间由明成祖派遣，郑和船队足迹遍佈東南亞與南亞地區，還於滿剌加建有基地。其規模空前，最遠到達東非索馬利亞地區，擴大明朝對南洋、西洋各國的影響力:56-60。
国内政治方面，明成祖将大宁都司内迁保定，将宁王朱权内迁南昌，授予兀良哈蒙古的朵颜、泰宁和福余三个卫所自治权，但不允许三卫蒙古人南迁到大宁地区驻牧。明成祖还于永乐四年（1406年）和永乐二十年（1422年）对兀良哈蒙古进行镇压，以维持这一地区的稳定。与此同时，明成祖还将镇守总兵派遣到各地，用以代替藩王镇守要地，逐渐形成“三司”之上的“三堂”制度。明成祖还在国内疏浚会通河，沟通南北漕运，更在永樂十八年（1420年），遷都北京。另一方面，明成祖时期对建文旧臣进行残酷镇压，非常惨烈，也受到后世诟病。
文化方面，明成祖下令修大型類書永乐大典。在三年時間內即告完成。永乐大典有22877卷，又凡例、目錄60卷，全書分裝為11095冊，引書達七八千種，字數約有三億七千多萬，且未有任何刪節，這是之後的四庫全書無法相提並論的 。根據記載，明朝年間僅有明孝宗和明世宗二帝閱《大典》。此外，明成祖并未将《永乐大典》复写刊刻，且决定只制作一份抄本，並于永乐八年（1410年）告一段落。
永樂二十二年（1424年），明成祖親征韃靼阿魯台，班师途中于榆木川病故，其長子朱高熾即位，即明仁宗，年號洪熙:170-17。明仁宗年齡已經偏高，即位僅一年就駕崩。明仁宗驾崩後長子朱瞻基即位，是為明宣宗，年號宣德。他基本繼承父親的路線，實行德政治國，收缩兵力，放弃安南，並且發起最後一次下西洋。另一方面，明宣宗也延续祖父政策，亲自率军出喜峰口打击兀良哈三卫，维持了这一部蒙古人在宣德年间的稳定。明宣宗同樣熱愛美術，有畫作傳世。但是，其執政期間也並非毫無弊端。由於明宣宗喜好養蟋蟀，許多官吏因此競相拍馬，被稱為「促織天子」。同時，明宣宗打破明太祖留下的宦官不得干政的規矩，开始教宦官读书，并开始任用宦官，為明英宗時期的太監專權埋下隱患。虽然有此问题，但仍不失为明君，他与他父亲统治时期被称为仁宣之治。宣德十年（1435年）明宣宗去世，九歲的朱祁鎮繼位，即明英宗，年號正統:46-55。

### 土木堡之變与奪門之變

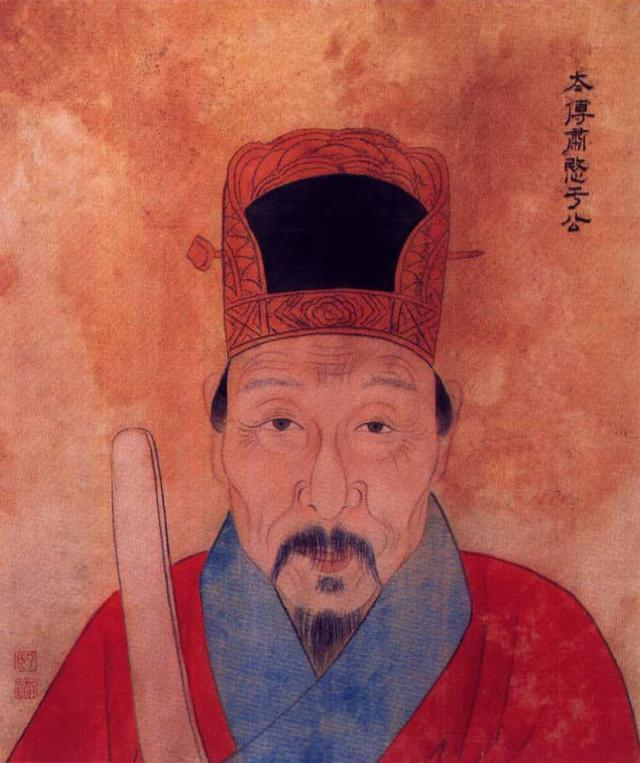
击退也先率领的瓦剌军，成功守卫北京的于谦

明英宗自小寵信服侍左右的宦官王振，自此開始明朝的宦官嚴重專權。正統七年（1442年）限制王振權勢的張太皇太后去世，當時明英宗僅十五歲，王振更加攬權。元老重臣「三楊」死後，王振專橫跋扈，將明太祖留下的禁止宦官干政的敕命鐵牌撤下，舉朝稱其為「翁父」，明英宗對他信任有加。王振擅權七年，家產計有金銀六十餘庫，其受賄程度可想而知:119-123。
正統十四年（1449年），瓦剌首領也先率軍南下伐明。王振聳使明英宗領兵二十萬御駕親征。大軍離燕京後，兵士乏糧勞頓。八月初大軍才至大同。王振得報前線各路潰敗，懼不敢戰，又令返回。回師至土木堡（今日河北省懷來縣），八月十五日，也先假意求和，在王振的命令下全军撤出原有壕沟，被瓦剌軍追上，士兵死傷過半，隨從大臣有五十餘人陣亡。三大营几乎全军覆没，明英宗突圍不成被俘，王振為將軍樊忠所怒殺，史稱土木堡之變:125-130。
土木堡之變的消息來到北京後，朝中混亂。一些大臣要求遷都南京應天府，被兵部侍郎于謙駁斥。同年，大臣擁戴明英宗弟朱祁鈺即位，以求長君，即明景帝（又稱明代宗），年號景泰。于謙升兵部尚書，整頓邊防積極備戰，同時決定堅守北京，隨後京師、南京、河南、山東等地勤王部隊陸續趕到。同年十月，瓦剌軍直逼北京城下，也先安置明英宗於德勝門外土關。于謙率領各路明軍奮勇抗擊，屢次大破瓦剌軍，也先率軍撤退。明朝取得北京保衛戰的勝利，于謙力排眾議，加緊鞏固國防，拒絕求和，並於次年擊退瓦剌多次侵犯:130-137。
景泰元年（1450年），也先認為綁架明英宗已無意義，釋放了他。然而明景帝因為皇權問題，不願意接受明英宗，先是不願遣使迎駕，又把明英宗困於南宮（今南池子）軟禁，並廢皇太子朱見深（即後來的明憲宗）为沂王，立自己的獨子朱見濟為太子。不久見濟病死，沒有兒子的景帝也遲遲不肯再立朱見深為太子。景泰八年（1457年），石亨、徐有貞等在景帝重病之際發動兵變，擁戴明英宗復辟，史稱奪門之變。徐有貞率軍攻入紫禁城，石亨等人占領東華門，禁錮了景帝，立明英宗於奉天殿，改元天順。明英宗復辟後，略有新政，廢除自明太祖時殘酷的殉葬制度。之後因為內部政變流放徐有貞，因為曹石之變誅殺石亨、曹吉祥等人，並且以李賢等賢臣掌政。:138-148

### 憲孝中興與武宗荒嬉

中兴明朝的明孝宗朱祐樘，台北国立故宫博物院藏

天順八年（1464年）明英宗過世，兒子朱見深即位，即明憲宗，年號成化。明憲宗為于謙冤昭雪，恢復景帝的帝號，平反了奪門一案:73統治上，憲宗前期颇能體諒民情，勵精圖治，儼然為一代明君。琉球、哈密、暹羅、土魯番、撒馬兒罕等國紛紛入貢。宪宗更任用王越成功驱逐了占据河套的蒙古部落，一度收复河套。宪宗北征女真，取得成绩。
然而宪宗口吃內向，因此很少廷見大臣后期逐渐庸碌無為，史稱「是時帝怠於政，大臣希得見，萬安同在閣，結中戚貴畹，上下壅隔」。他終日专宠萬貴妃，寵信宦官汪直、梁芳等人，晚年好方術。以至奸佞當權，西廠橫恣，盜竊威柄。明憲宗直接頒詔封官，是為傳奉官。這使得傳奉官氾濫，舞弊成風，直到明孝宗才全被裁撤。他也是皇莊的始置者。該舉措事實上鼓勵豪強門閥兼併土地，危害不淺。宦官汪直受到明憲宗的寵信，透過西廠張狂跋扈。不久後由於民憤四起，西廠被罷，但汪直依然握有大權。直到成化十八年（1482年）汪直因言官彈劾才被貶:148-154:184-186。
成化二十三年（1487年）明憲宗去世，其子朱祐樘繼位，即明孝宗，年號弘治。其在位期間政治清明，使得自明英宗以來的陋習得以去除，被譽為「中興之令主」，宣德以下僅見。明孝宗先是將明憲宗時期留下的一批奸佞冗官盡數罷去，逮捕治罪。並選賢舉能，任用王恕、馬文升、劉大夏、李東陽等人，將能臣委以重任。:159-160孝宗勤於政事，每日兩次視朝，廣開言路，對批評他亦虛心接納。明孝宗對宦官嚴加節制，錦衣衛與東廠也謹慎行事，用刑寬鬆。明孝宗力行節儉，不大興土木，減免稅賦。:161-162
弘治十八年（1505年）明孝宗去世，其子朱厚照即位，是為明武宗，年號正德:78。即位不久，便信任刘瑾、谷大用等宦官（八虎），和他們一起戲玩作樂，不管政事，朝中大事皆由劉瑾自決。朝中雖有大臣上言「八虎」罔上誣下，也被革職。正德五年，刘瑾被武宗处以极刑。但武宗未改其聲色犬馬。他頻频出巡，正德十四年（1519年）寧王朱宸濠叛亂，明武宗假藉出征江西寧王朱宸濠為由而南下遊玩，至次年七月才到南京，親自俘虜已被王守仁擊敗的寧王:190-194。
明武宗的荒游逸樂導致正德年間戰事頻生。正德一朝先後發生韃靼達延汗（明史稱韃靼小王子）進犯、寧夏安化王朱謀反、山東劉六劉七起義、江西寧王朱宸濠謀反等重大事件。武宗班師回京途中，於南直隸清江浦（今江蘇淮安）泛舟取樂時落水染病，正德十六年（1521年），明武宗於豹房驾崩:171-175。

### 大禮議與張居正改革

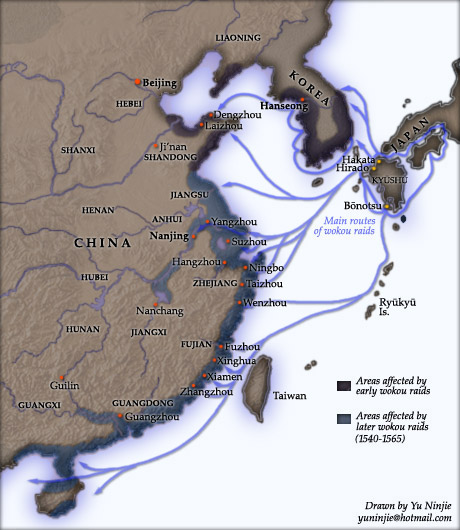
侵犯明朝與朝鮮王國沿海的倭寇。倭寇主要由日本浪人與流浪海外的中國水手所組成

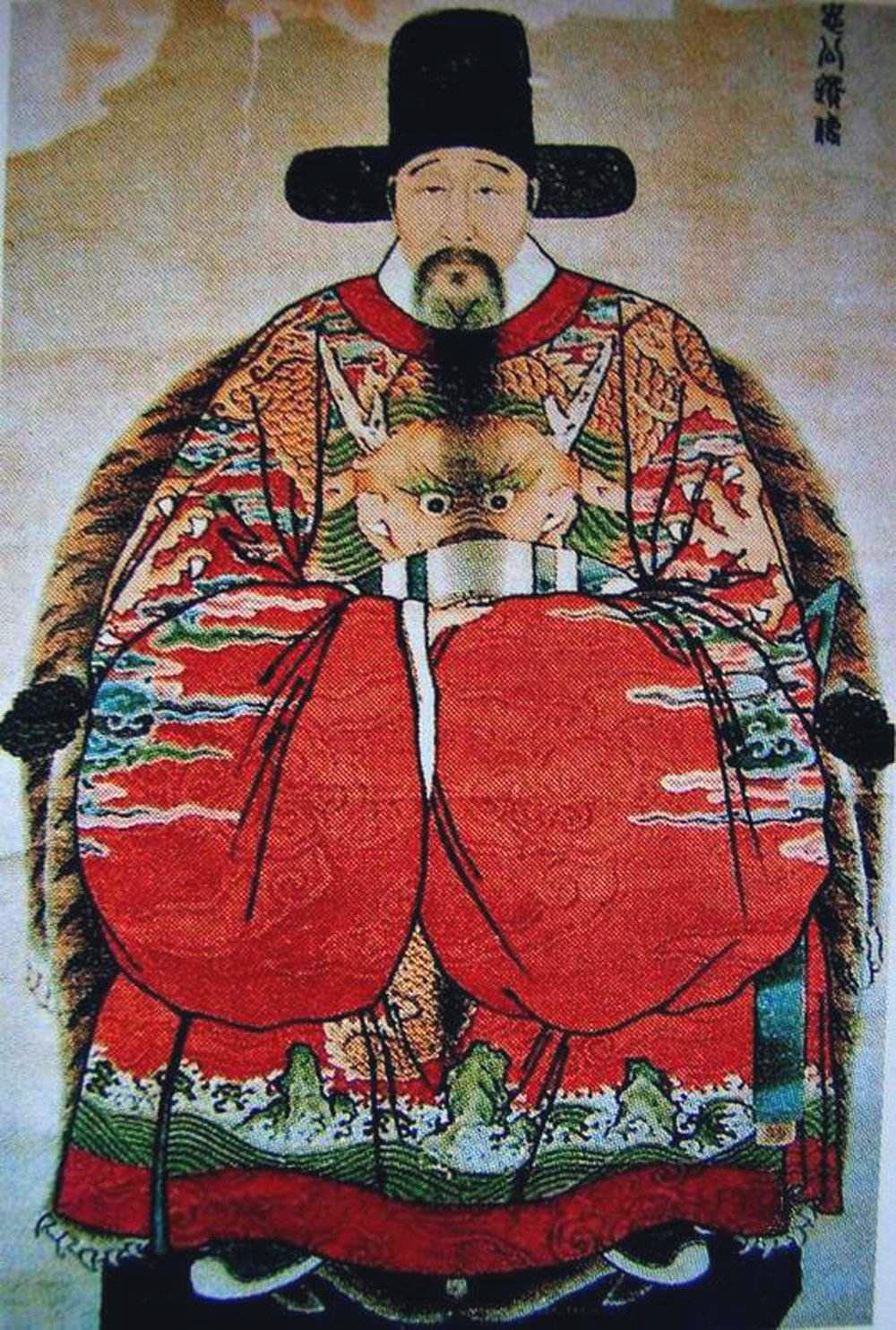
万历年间推行改革的内阁首辅张居正

武宗無子，明孝宗之侄兴献王朱祐杬之子朱厚熜入嗣大统，是為明世宗，年號嘉靖。登基前后，因时任内阁首辅杨廷和、礼部尚书毛澄等護禮派引宋濮安事强令明世宗尊亲生父母为皇叔父母，引起明世宗的反感，是为大礼议之争。最终明世宗在張璁等議禮派支持下，得以尊父母為皇帝與皇后、立太廟在明武宗之上。反對者多被罷官或被下詔入獄:217-221。
在嘉靖初年，明世宗實行了自己的政治抱負，清除宿弊，史稱「嘉靖中興」。明人霍與瑕曾評論：「嘉靖初政，自洪武、永樂以後，百年僅見」。但即位不久之後，世宗對政事便開始荒怠，他迷信方士，在宮中日夜做法。當時大臣能否進用，都視乎能否寫青詞，夏言、嚴嵩、徐階都以善撰青詞得寵。嘉靖二十一年（1542年）十月，楊金英等十六名宮女趁明世宗熟睡之際企圖將其勒死，但未成功，此即壬寅宮變。此事后，直至明世宗驾崩前一晚，明世宗迁出大内，移居西内，與大臣隔絕，政事依靠首輔處理。明世宗寵信權臣嚴嵩，他任首輔十四年間，排斥異己，結黨營私。其子嚴世蕃協助其父作惡。朝臣雖然不斷有人彈劾嚴嵩結黨營私，但均以失敗告終。嘉靖四十四年（1565年），嚴世蕃被充軍、嚴嵩被勒令致仕:232-237。嘉靖一朝，國家外患不斷。北方韃靼趁明朝衰弱而佔據河套，東南沿海則有倭寇，時人有「北虜南倭」之稱:87。
嘉靖四十五年（1566年），明世宗驾崩，皇太子朱載坖即位，即明穆宗，年號隆慶:238。明穆宗在任內整肅吏治，施行了一些「安民生，足國用」的措施，史稱隆慶新政。穆宗中後期，他日漸怠於政司，熱衷於玩樂。隆慶六年（1572年），明穆宗因中風突然駕崩，年僅九歲的皇太子朱翊鈞繼位，即明神宗，年號萬曆:238-244。
由於明神宗年幼，於是由太后攝政。重臣高拱由於與太后信任的宦官馮保對抗而被罷官；相反的，張居正得到馮保的鼎力支持，推行政治和經濟改革。其任首輔其間，他創立了「考成法」以考核官吏的政績。經濟方面，他注意清理逋欠田賦，清丈全國的田地。萬曆九年，他在全國推行一條鞭法，將賦役以及土貢方物等雜徵合為一項，一律徵銀，並按人丁和田畝分攤，減少了行政手續。另外，他重用名將李成梁、戚继光等，鎮守北部邊防，「邊境晏然」。:200-203
明朝內閣原則上只是協助皇帝的輔政機構，並沒有執政的能力，張居正的改革是依靠掌握吏部和都察院而展開的。在其反對者來說，張居正是在越權。萬曆五年（1577年），按儒家倫理他需要丁憂，但張居正以為改革事業未竟，不願丁憂。他的政敵借此大做文章，此即為奪情之爭。張居正雖得到神宗的支持，被奪情起復（免於在家守孝），但其品行評價也因此大打折扣:126。萬曆十年（1582年），張居正病逝，其政治盟友馮保不久後也被清算。朝臣得知神宗的心意，開始彈劾張居正，張居正被抄家。改制漸漸回覆原狀:103-104:131-132。

### 萬曆怠政

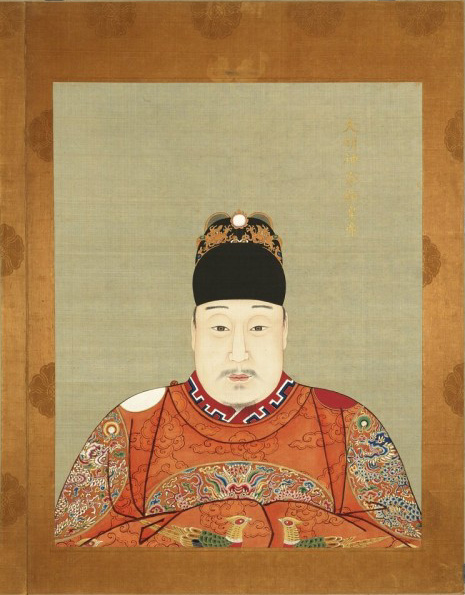
一幅由明代画师所繪的明神宗朱翊钧畫像。台北國立故宮博物院藏。朱翊钧為明朝在位时间最长的皇帝

張居正死後，明神宗親政。他初期尚能勤于政事，但很快對政務不多關心，連輔弼大臣也不願接見。申時行任首輔九年，只被召對三次。他不視朝聽政、不批答奏章，官缺不補，朝廷事實上在癱瘓或半癱瘓的狀態。同時，他為了聚斂財富，派遣宦官开矿榷税。礦監稅使實際上是向百姓敲詐勒索，同時傷害了地方政府的稅源。在萬曆中後期，發生了三十多起反對礦監稅使的民變，有臨清民變、武昌民變、蘇州民變等。:333-337
由於朝政混亂，部分中下階官吏在政治上受到排斥，紛紛要求政治改革，並強調道德標準。萬曆二十一年（1593年）癸巳京察促成東林黨的形成。主持京察的孫鑨、李世達和趙南星，利用京察將不符他们標準和不属于东林党的官吏降職解雇。經過多次京察後，引起眾多反對黨如宣黨、崑黨、齊黨、浙黨等興起並與東林黨互相傾軋。自此門戶之禍堅固而不可拔，圖使朝政空轉內耗。:339-345
在對外軍事方面，以萬曆三大征最為顯著，分別為平定蒙古哱拜叛變的寧夏之役、抗擊日本豐臣政權入侵朝鮮王朝的朝鮮之役，以及平定苗疆土司楊應龍叛變的播州之役，這三場戰爭幾乎同時發生，其性質均不相同。明朝於三戰皆勝以鞏固明朝邊疆、守護朝鮮王朝，但也消耗大量人力物力，成為國庫空虛、財政拮据的重要原因之一。粗略統計出這八年間國家的軍事開支高達一千一百六十餘萬兩白銀。万历四十五年（1617年）後金努爾哈赤以「七大恨」為由反明，兩年後在薩爾滸之戰中大敗明軍，明朝至此對後金改以防禦為主的策略。
神宗有二子，長子朱常洛，由宮女王氏所生；三子朱常洵，由神宗寵愛的鄭貴妃生。明神宗偏愛皇三子朱常洵，不願立皇長子朱常洛為太子，多次拖延。萬曆二十九年（1601年）在皇太后的強迫下，朱常洛才被封為太子，是為「國本之爭」，東林黨和反對東林黨的借「國本」問題互相攻擊，相互逐罷。:239-244萬曆四十八年（1620年），朱常洛登基，任一個月後，服李可灼的紅丸而猝死，史稱「紅丸案」。:573-575

### 滅亡
明熹宗朱由校由於幼年喪母，對乳母客氏有特殊感情，魏忠賢則從小就照顧朱由校。當熹宗即位之後，二人日漸得勢。天啟早期大量啟用東林黨人，天啟四年（1624年），魏忠賢任東廠提督，給予他司法和懲罰的權力，自此東林黨勢力日減，閹黨勢力日增。魏忠賢氣焰最為囂張之時，被稱為「九千歲」。魏忠賢大肆打擊東林黨，大毀東林黨人的書院，偽造《東林黨點將錄》上報朝廷。天啟七年（1627年）明熹宗去世，其五弟信王朱由檢繼位，年號崇禎:383-389。
崇祯帝即位後，剷除了魏忠賢、客氏等人，依附魏忠賢的都被貶黜或處死。崇祯帝多疑而躁刻，果於屠戮大臣，信用宦官，不善用人，其統治期間，內閣大學士換了五十人。在崇禎一朝，閹黨和東林黨爭議不斷，東林黨人本身亦走向腐化，放棄了他們的改革主張，「朝廷之上，玄黃互戰，不講固境恢圉之術，而但務於口鋒舌劍」:390-392。
在崇禎一朝，嚴寒、乾旱、饑荒、蝗災、地震、鼠疫等天災頻頻出現:239-242。1627年至1641年間，黃河流域出現連續14年的嚴重乾旱，災情蔓延至整個長江以北地區。崇禎十三年（1640年），123個縣出現人相食的情況，是近500年以來最嚴重的。當時，糧食歉收，食物供應縮減，商品交易停止:239-242。
天啟七年（1627年），陝西大饑，王二殺知縣張斗耀，展開了起義（見王二起義、明末民變）。其後，府谷王嘉胤、漢南王大梁、安塞高迎祥相繼起義。崇禎三年（1630年），張獻忠起兵延安，號「八大王」。明政府先是以楊鶴為三邊總督，主要「以撫為主」，後以洪承疇為總督，以「進剿為主」，但都告失敗。崇禎十四年（1641年），李自成攻克洛陽。崇祯十七年（1644年），建立「大順」，改元永昌，三月十九日攻克北京。崇祯帝在煤山自縊，明亡。明朝滅亡後，明宗室先後建立了一些地區式政權，主要勢力有：福王弘光帝朱由崧、魯王監國朱以海、唐王隆武帝朱聿鍵與紹武帝朱聿、桂王永曆帝朱由榔等，史稱南明。永曆十五年十二月初三（1662年1月22日），永曆帝被俘，不久，在昆明被吴三桂杀害，南明滅亡。1683年，在臺灣的延平郡王鄭克塽降清，清軍佔領臺灣島西南部和澎湖群島，寧靖王朱術桂自殺殉國，标志着明朝最後一個殘存政權的覆滅。

## 政治

### 明初的恐怖政治
明初政权的维持是基于血腥屠杀和酷刑暴行的恐怖政治。:60
明初多酷刑，黥刺剕劓阉割仅算是平常，严重者凌迟。《太祖实录》有言，凡凌迟者，要杀三千三百五十七刀，每十刀一歇一吆喝使被杀之人受尽折磨与痛苦。以致朝官上朝前，与妻子诀别，交代后事，若是活着回家，便相互庆祝以示多活一天。:59
明朝初年，有御史戴着镣铐审理案件的，挨了八十大棍而回衙门做官者亦有之。明初四大案被杀之人合计约有十二万人，“大戮官民不分臧否”。:60
在鞭笞、剥皮、抽筋、抄家灭族的恐怖氛围中，凡为官者，无论大小官吏，亦是远官近臣，均可能遭受不测之灾祸。辞官回乡则犯皇帝之忌讳，被斥责为不想为朝廷办事，是“奸贪无福小人，故行诽谤，皆说朝廷官难做”，是为大不敬，须杀之。:65

### 内閣制度

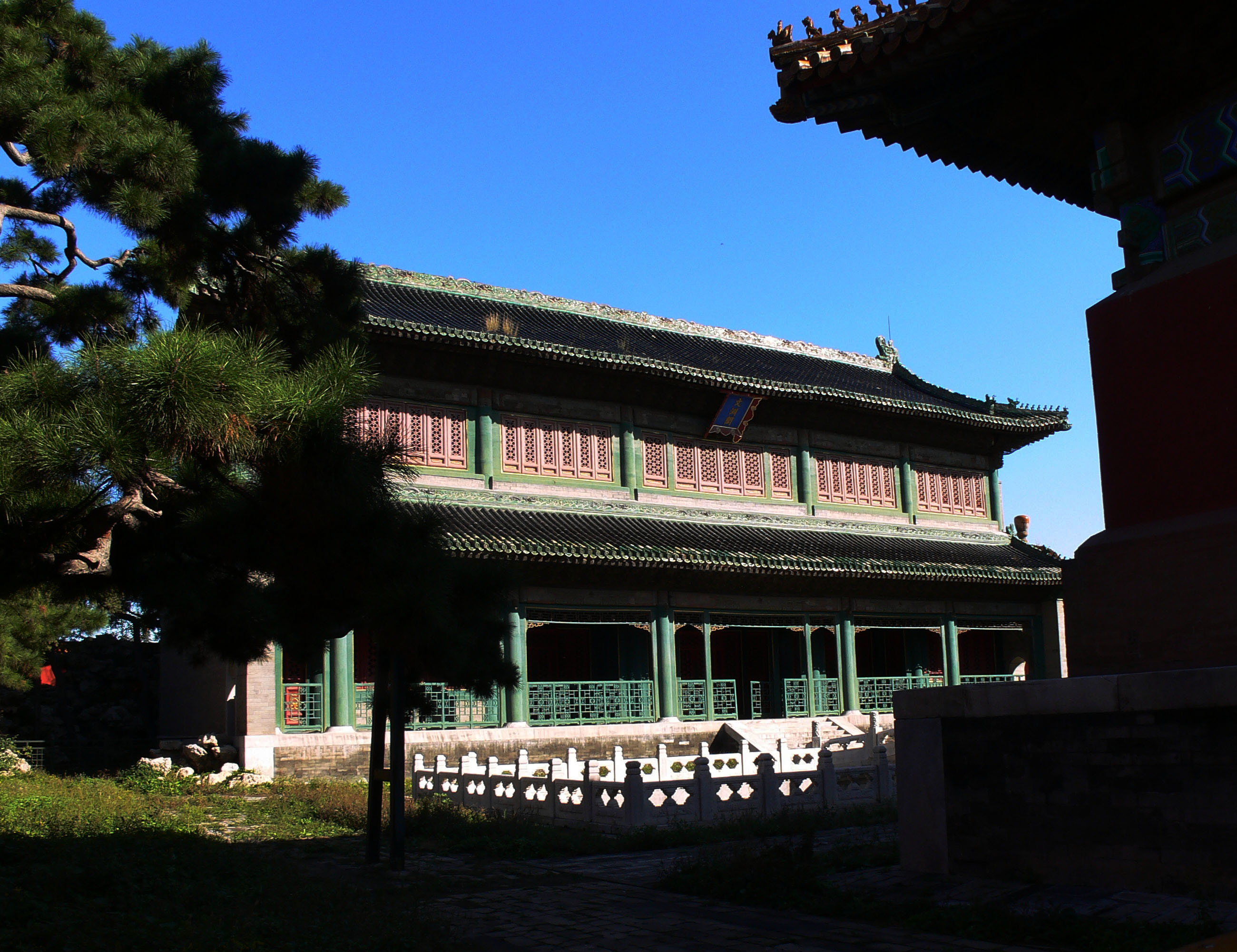
内阁的衙署文渊阁，明朝政治中心之一，位于紫禁城三大殿东侧

洪武十三年（1380年），明太祖以丞相胡惟庸謀反伏誅，於是廢去中書省和丞相一職。秦、漢以来實行一千六百餘年的宰相制度自此廢除，六部直接向皇帝負責，相權與君權合而為一，大權獨攬，施行軍權、行政權、監察權三權分立的國家體制。由於國家事務繁多，皇帝無法處理，而明太祖也一度深感疲憊，於是設立四輔制度來輔佐政事。但這項制度效能不彰。洪武十七年（1384年）後被廢。之後朱元璋請來幾位翰林學士幫忙輔佐，這些翰林學士的官職效仿唐宋馆阁学士旧制，被命為「某某殿（阁）大學士」，官階只有正五品。明成祖登基后，特派解缙、胡广、杨荣等入午门值文渊阁，参预机务，由此始設內閣:77。
內閣最初只是皇帝的諮詢機構，相當於今日秘書或幕僚的職務，奏章的批答為皇帝的專責。到後來成為明朝實際上最高決策機構，首輔地位有時可比丞相，有票擬及封驳之權。明朝內閣由始至終都不是明朝中樞的正式行政機構，所謂內閣只是文淵閣的別稱。內閣大學士一職多以碩德宿儒或朝中重臣擔任，只有有实无名之地位，而沒有法定地位。宣宗時期，由於楊溥、楊士奇、楊榮等三楊入閣，宣宗批准內閣在奏章上以條旨陳述己見，稱為「票擬」制度，又授予宦官機構司禮監「批紅」。票擬之法補救可君主不願面見閣臣之弊，但內閣大臣與皇帝溝通，全賴司禮監（宦官）。由是開啟明朝宦官專政之大門:20-45。

### 六部
胡惟庸案之後，朱元璋廢丞相之職，取消中書省，升六部為正二品部門，直接對皇帝負責。六部以吏、戶、兵三部或因權重，或因事繁，稱為「上三部」，在禮、刑、工部之上。六部各設尚書一人，左右侍郎一人。下有清吏司，所屬清吏司各設郎中一人、員外郎一人，主事一人（事務較繁者增設一人）:137-138。各部機構設置及職責分工如下：:137-138
- 吏部：負責全國官吏的選授、封勛、考課等政令。下有文選、驗封、稽勛、考功四清吏司。
- 戶部：負責管理全國戶口、田賦，俸餉及一切財政事宜。事務最為繁重。最初只有五個屬部。洪武二十三年（1390年），為了減輕工作負擔，設十二清吏司，和十二布政司相對應。其後隨布政司建立所變更，宣德時定為十三個清吏司。
- 禮部：負責典禮事務與學校科舉之事。下有儀制（掌嘉禮、軍禮及科舉、學校事務）、祠祭（掌祀典及天文、國恤、廟諱）、主客（掌賓禮和外國朝貢事務）、精膳（掌宴飨、品料、酒膳等事務）四個清吏司。
- 兵部：負責全國軍事，掌全國軍衛，武官選授。下有武選（掌軍官和士官選授、升調）、職方（掌輿圖、軍制、城隍、鎮戍、簡練、征討）、車駕（掌鹵簿、儀仗、禁衛、驛傳、廐牧）、武庫（掌兵籍、兵器）四清吏司。
- 刑部：負責管理全國刑罰政令和審核刑名之事。和戶部一樣，清吏司的數目和布政司對應。
- 工部：負責管理全國工程事務。下有營繕（掌經營興作之事）、虞衡（掌山澤采捕和陶冶之事）、都水（掌估銷工程力役、費用之事）、屯田（掌屯種、抽分、薪炭、夫役、陵墓之事）四清吏司，和寶源局、抽分局等機構。

### 司法制度
明代法規有律、誥、例、令等。明朝的刑律主要是《大明律》30卷。相較《唐律》為簡核，但不如《宋律》寬厚。:309《大明律》为适应形势的发展，变通了体例，调整了刑名，肯定了明初人身地位的变化，注重了经济立法，在体例上表现了各部门法的相对独立性，并扩大了民法的范围，結合「禮」和「法」。明太祖留下祖訓，不得更改《大明律》一字，因此後代皇帝都以條例以補不足，主要有弘治朝的《問刑條例》。
皇帝有最高最大的司法權力，其下有三法司。三法司即刑部、都察院、大理寺。刑部負責受理天下上訴案件，審核地方的要案以及中央百官的案件。其下有十三清吏司分治各省案件。大理寺則負責審核案件，都察院則負責監察刑部的審理和大理寺的覆核。假如有重大案件，則由三法司共同審理，由皇帝判斷。各府州有按察司，負責審理各府州的案件:314-316。

### 監察制度
都察院是國家最高監察機關。都察院下面設立監察御史若干人，分巡全國各省，稱為十二道監察御史。每道有監察御史三至五人，範圍大體為一省。但監察御史都駐在京師，有事帶印出巡，事畢回京繳印。到明末，監察御史分為十三道，共有一百一十人。都察院与六科同样具有谏官的职能和风闻言事的职责，故合称「科道言官」:69-70。

### 戶口制度
人口普查方面，洪武三年（1370年），明太祖命戶部制訂戶籍、戶帖（登記人口田產的帖子），統計全國人口，這是明朝第一次比較全面的人口普查。洪武十四年（1381年），明太祖「以賦役不均，命戶部編賦役黃冊」。規定每里（110戶）編為一冊，冊前有一總圖，記錄稅糧戶口之類。鰥寡孤獨不服徭役者，則帶管於一百一十戶之外，列於圖後，稱為「畸零」。冊子一式四份，一份送戶部，三份分別保在於司（省）、府、縣。賦役黃冊每十年編造一次。賦役黃冊可以使戶部得知人口的變遷，也使賦役負擔盡可能合理。明中期後，黃冊制度敗壞，只是徒具形式:514-521。
在《明實錄》中，戶口統計數字計有136次，但這些人口統計有「有頭無尾、人口減少、變化無常、連年照抄」的問題，缺乏可信度。若據《明實錄》等史料的說法，明朝的戶口是越來越少的，大多都低於洪武一朝的數字，但實際上明朝大體而言沒有出現大規模的戰爭，社會秩序平靜，按理而言是上升的:544-554。對於明代人口數字學者有不同的看法。據何炳棣的研究，在十四世紀後期，明朝的人口大約有6,500萬。1600年（萬曆二十八年），約有1.5億人口左右（數字只包括兩京十三省）。明朝中期後，全國範圍內的男女性別比曾一度達到 {\displaystyle 1.5:1}，有些地區甚至到了 {\displaystyle 3:1} 的地步。有明一朝普遍存在男女比例失衡的问题。

### 地區行政

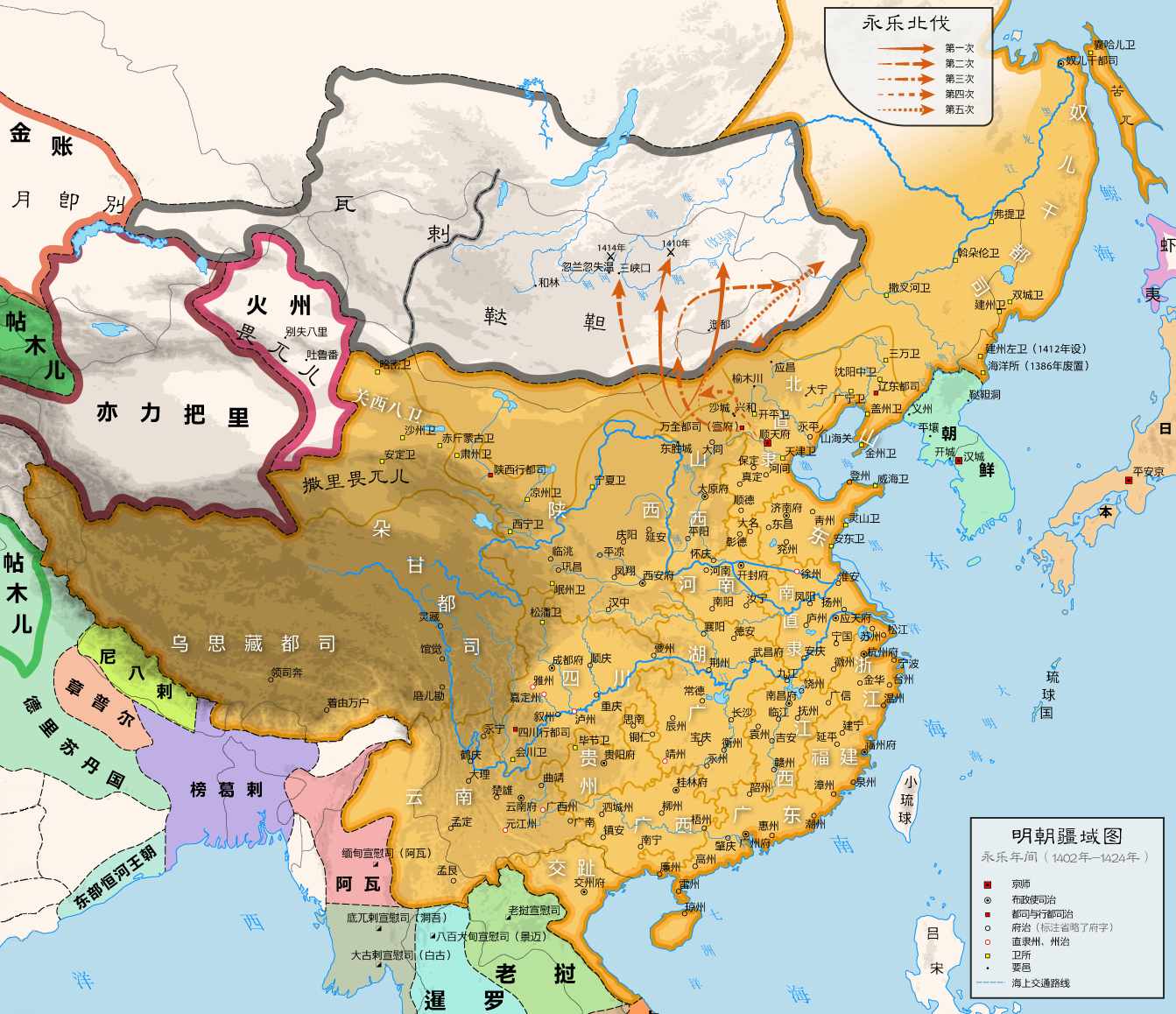
明成祖时期（1402年—1424年）明朝行政区划，此後除奴兒干都司、安南、烏思藏都司和朵甘都司外為明朝的固定疆域

|  |  |      |      |      |      |      |      |  |  |          |          |          |          |          |          |  |  |        |        |        |        |        |        |  |  | 縣 |    |    |    |    |    |  |  |    |    |    |    |    |    |
|  |  |      |      |      |      |      |      |  |  |          |          |          |          |          |          |  |  |        |        |        |        |        |        |  |  |    |    |    |    |    |    |  |  |    |    |    |    |    |    |
|  |  |      |      |      |      |      |      |  |  |          |          |          |          |          |          |  |  |        |        |        |        |        |        |  |  |    |    |    |    |    |    |  |  |    |    |    |    |    |    |
|  |  | 中央 | 中央 | 中央 | 中央 | 中央 | 中央 |  |  | 布政使司 | 布政使司 | 布政使司 | 布政使司 | 布政使司 | 布政使司 |  |  | 府     | 府     | 府     | 府     | 府     | 府     |  |  | 州 | 州 | 州 | 州 | 州 | 州 |  |  | 縣 | 縣 | 縣 | 縣 | 縣 | 縣 |
|  |  | 中央 | 中央 | 中央 | 中央 | 中央 | 中央 |  |  | 布政使司 | 布政使司 | 布政使司 | 布政使司 | 布政使司 | 布政使司 |  |  | 府     | 府     | 府     | 府     | 府     | 府     |  |  | 州 | 州 | 州 | 州 | 州 | 州 |  |  | 縣 | 縣 | 縣 | 縣 | 縣 | 縣 |
|  |  |      |      |      |      |      |      |  |  |          |          |          |          |          |          |  |  |        |        |        |        |        |        |  |  |    |    |    |    |    |    |  |  |    |    |    |    |    |    |
|  |  |      |      |      |      |      |      |  |  |          |          |          |          |          |          |  |  | 直隸州 | 直隸州 | 直隸州 | 直隸州 | 直隸州 | 直隸州 |  |  | 縣 | 縣 | 縣 | 縣 | 縣 | 縣 |  |  |    |    |    |    |    |    |
|  |  |      |      |      |      |      |      |  |  |          |          |          |          |          |          |  |  | 直隸州 | 直隸州 | 直隸州 | 直隸州 | 直隸州 | 直隸州 |  |  | 縣 | 縣 | 縣 | 縣 | 縣 | 縣 |  |  |    |    |    |    |    |    |

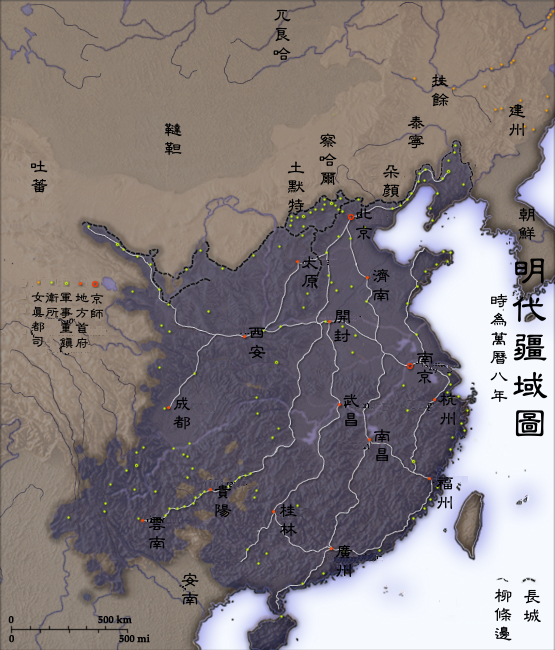
萬曆八年（1580年）的明朝疆域 (Note: 對於明朝具體的領域有多大，學者有所爭議：
「明時期全圖一」宣德八年（1433年）圖：有俄力思軍民元帥府，烏思藏宣慰司、朵甘思宣慰司在明朝疆域之內。奴兒干都司亦在明朝疆域之內。「三宣六慰」中，孟養司、木邦司在明朝領域之內，其他都不在明朝領域之內。無舊港宣慰司。
「明時期全圖二」萬歷十年（1582年）圖：烏思藏宣慰司、朵甘思宣慰司在明朝疆域之內。奴兒干都司亦在明朝疆域之內。「三宣六慰」都不在明朝疆域內。
「明代前期形勢」1435年（宣德十年）圖：有俄力思軍民元帥府，烏思藏宣慰司、朵甘思宣慰司在明朝疆域之內。奴兒干都司亦在明朝疆域之內。「三宣六慰」中，孟養司、木邦司在明朝領域之內，其他都不在明朝領域之內。無舊港宣慰司。《中國史稿地圖集》另有（1582年）萬歷十年圖，略。
（即卜正民《挣扎的帝国：元与明》，「哈佛中国史」書系，中譯本沒有此圖）圖：孟養司、木邦司在明朝領域之內。烏思藏宣慰司、朵甘思宣慰司、奴兒干都司不在明朝疆域之內。沒有給出年份。
（即牟复禮《劍橋中國明代史 1368-1644 上卷》，「劍橋中國史」書系，中譯本沒有此圖）：孟養司、木邦司在明朝領域之內，但同時說明西南一帶的邊界是不準確的。烏思藏宣慰司、朵甘思宣慰司、奴兒干都司不在明朝疆域之內。沒有給出年份。)

明朝初期沿元制，地方設行中書省。後因行省權力過大，一分為三，設都、布、按三司。都指揮使司（簡稱都司）掌地區軍事，布政使司（簡稱布政司）掌行政、按察使司（簡稱按察司）掌司法，三人合管一省事務。其下有直隸州、府、縣（見圖）。洪武一朝對於府、州、縣有較大規模調整之後，除永樂年間設置貴州布政司、交阯布政司外，終明一代，變化並不大。至明末崇禎十三年（1640年），明朝一共有162府（含軍民府）、255州（含直隸州、屬州、土州）、1173縣:10-13。
都指揮使司，掌軍事事務。都司一级包括了都司、行都司、留守司。洪武十三年，有13个都司，2个行都司；二十六年增至15年都司，3个行都司；正德四年，增至16个都司，5个行都司。:250-253
布政使司，掌行政事務。洪武九年，改浙江、江西等十二行省為承宣布政使司，廢行省平章政事等官，改參知政事為布政使。至宣德初年，全國設十三布政使司，为陝西、山西、山東、河南、浙江、江西、湖广、四川、廣東、福建、廣西、貴州、雲南。較元代行省而言，劃界上較為考慮「山川形便」的原則:10-13。
明朝实行一省分置都、布、按三司的制度，原为防止地方权力集中，不过在实际使用中体现出一定的不便。永乐年间，明成祖为了加强对地方的控制，先后设立镇守总兵、巡抚都御史、镇守中官，成为三司之上的三堂制度。宣德以后，开始派部（六部）、院（都察院）大臣以总督和巡抚的名义督抚地方行政，景泰朝之后基本成为各省常制，随着镇守总兵地位下降，镇守中官逐步召回，巡抚最终凌驾于“三司”之上成为一省甚至跨省的最高长官。还有同时兼任巡抚与总督的情况，称督抚。此外，还有以监察御史为巡按，任监察之职。
其中，总督主要署理军务，分短期与长期两种。巡抚主理民政，每省皆有，有的一巡抚辖两布政使地，如正统年间的山西河南巡抚。有的一省一巡抚。有的一省几巡抚。如北直隶有顺天巡抚（驻今遵化市）、保定巡抚（驻真定，今河北省正定县）、宣府巡抚（驻宣府镇，今河北宣化，一度兼领山西大同府）三巡抚；南直隶有两巡抚：应天巡抚（驻苏州府，今江苏苏州）、凤阳巡抚（驻淮安府，今江苏淮安楚州）。有的在几省交界处设置一巡抚，如南赣韶汀巡抚就越江西、广东、福建三省。
巡抚制度在明朝是约定俗成逐渐发展起来的，至今历史学界甚至仍有对于其起源和发展等有一些争议，不过这一制度在之后的清朝被正式保留并大大发展，成为标准建制。

## 對外關係

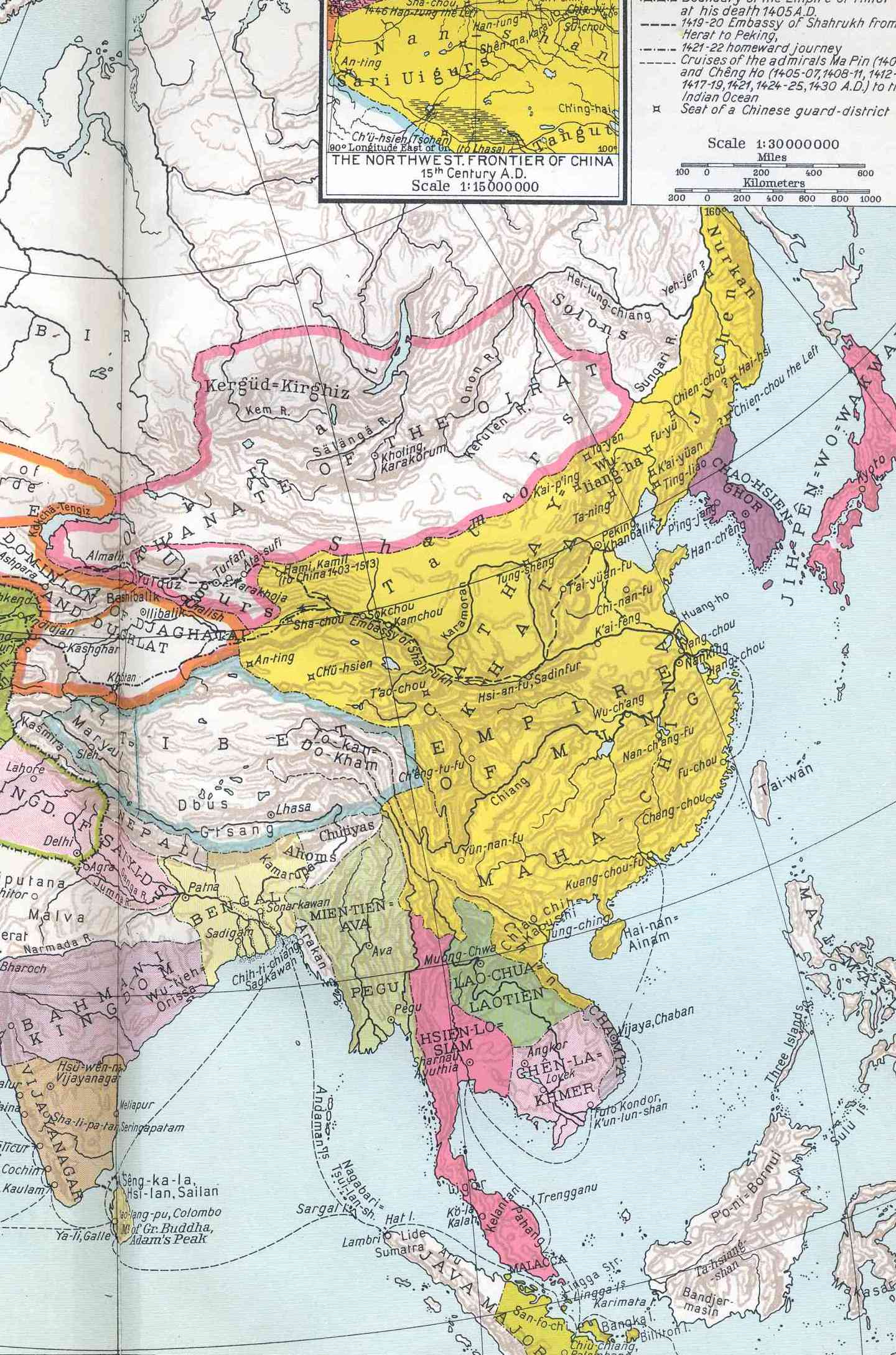
1930年代哈佛大学所绘明朝永乐年间疆域图，能够看出中西方在明朝疆域上认识的差异

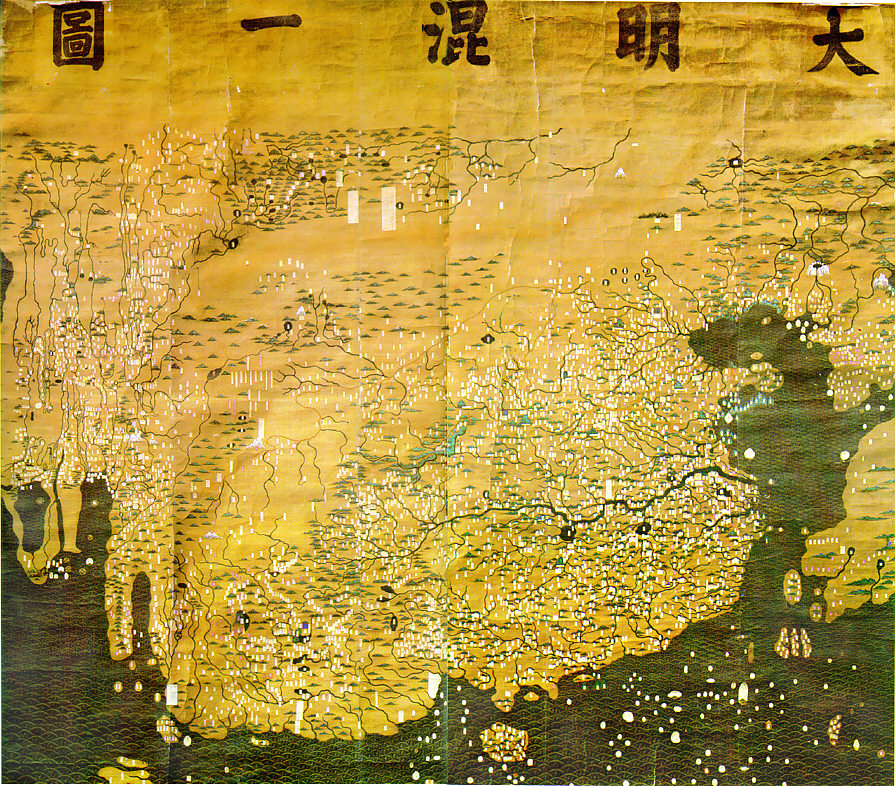
洪武年间明朝所绘大明混一图，展示了明朝对当时世界的地理认识，除了明朝疆域外，还涉及东北亚、东南亚、南亚，最远还可以看见阿拉伯半岛、非洲

明太祖開創了明代對外交往的方針：「海外蠻夷之國，有為患於中國者，不可不討；不為中國患者，不可輒自興兵。古人有言，地廣非久安之計，民勞乃易亂之源……得其地不足以供給，得其民不足以使令，徒慕虛名，自弊中土，載諸史冊，為後世譏。朕以諸蠻夷小國阻山越海，僻在一隅。彼不為中國患者，朕決不伐之。惟西北胡戎，世為中國患，不可不謹備之耳」。

### 與女真
洪武四年（1371年），元遼陽行中書省劉益降明，置遼東衛。洪武二十年（1385年），納哈出降明，女真各部「悉境歸附」。永樂七年（1409年），設奴儿干都司以管理东北地区，下設一百八十四個衛，二十多個所，至永乐九年（1411年）正式设立。萬曆十一年（1583年），建州左衛指揮使努爾哈赤的祖父覺昌安，和父親塔克世被明軍誤殺。努爾哈赤以祖父、父親遺甲，統一女真各部。萬曆四十四年（1616年），宣布獨立，建國「後金」。:291-295
萬曆四十六年（1618年），努爾哈赤以「七大恨」告天，為祖、父報仇，開始伐明，攻陷撫順。楊鎬率明軍分作數路進攻後金，為努爾哈赤所敗，為薩爾滸之戰。明朝陣亡將士四萬五千有餘，損失馬騾駝二萬，自始明朝對後金不得不由進攻進入防御。:295-296明廷改用熊廷弼守遼東，他「督軍士造戰車，治火器，濬濠繕城，為守御計，令嚴法行，數月守備大固」，後金不敢侵犯。:361-362
熹宗即位後不到一個月，即罷免熊廷弼，改任袁應泰。袁應泰為淅黨信賴，為人精敏強毅，但「用兵非所長」。他一改熊廷弼守御的方策，打算進攻後金。次年三月，即天啟元年（1621年），後金攻陷瀋陽，袁應泰自縊，熹宗重新起用熊廷弼。二年（1622年），廣寧失守，孫承宗任遼東督師，法度嚴明，後金一時不敢西進。天啟五年，孫承宗被撤職，改由閹黨高第經略遼東。次年，努爾哈赤再次攻明，高第率兵退回關內。袁崇煥以二萬軍隊抗擊後金五、六萬人，以少勝多，取得寧遠大捷。:394-397
祟禎二年（1629年），皇太極繞道蒙古攻明，袁崇煥率兵來援，成功保卫北京。崇祯三年（1630年），经过半年多的审判，袁崇焕被以“通虏谋叛”、“擅主和议”、“专戮大帅”的罪名遭判凌迟，死於北京甘石橋，并流放其妻妾、子女及兄弟等人两千里，其余不予究问。崇祯帝中皇太極的反間計，袁崇煥被殺（己巳之變），「自崇煥死，邊事益無人，明亡徵決矣」。不久皇太極在盛京稱帝改國號為大清，並且五次經長城入侵明朝直隸、山東等地區（清兵入塞）。當時直隸連年災荒疫疾，民不聊生。遼西局勢亦日益惡化，清軍多次與明軍作戰，最後於崇禎十五年（1642年）佔領錦州等地，明軍主力洪承疇等人投降，明朝勢力退縮至山海關。自此明軍再無力和清朝對抗。:388-399

### 與西藏
洪武二年（1369年），明朝首次派遣官員「持詔諭吐蕃」。明太祖遣使冊封帕木竹巴王朝僧俗為官，並賜印。洪武三年（1370年）徐达在定西之战击败扩廓帖木儿，明太祖在次年设立朵甘卫指挥使司，开始管理藏区。洪武五年（1372年），明太祖後承认帕木竹巴政权第二位第悉释迦坚赞“灌顶国师”头衔，次年，释迦坚赞遣使朝贡，双方建立起使节往还制度。洪武六年（1373年）二月，明太祖设立乌思藏、朵甘卫指挥使司，洪武七年（1374年）改为乌思藏、朵甘行都指挥使司，后来乌思藏行都指挥使司再改为乌思藏都指挥使司。中国大陆学者的主张认为，洪武二十一年（1388年）明太祖参与批准了帕木竹巴政权第悉的更替，强化了明朝对藏区的控制。
明成祖即位之後，于永乐四年（1406年）三月册封帕木竹巴政权第五位第悉扎巴坚赞为“阐化王”，改變了元朝獨尊薩迦的制度，尊崇各派，對於各地藏傳佛教宗教首領都各有封號，陆续册封噶举派领袖哈立麻为大宝法王，格鲁派释迦也失为大国师，宣德年间进一步册封为大慈法王，萨迦派领袖昆泽思巴为大乘法王，加上赞善王、护教王、阐教王、辅教王，最终构成明朝在藏区构建的三大法王、五大教王制度。仁蚌巴崛起后，帕木竹巴時期的僧官徒具虛名，明世宗嘉靖年间这一制度最終解体。
西藏與汉地的經濟交易頻繁，明朝廷先後在秦州（今甘肅天水）、洮州（今甘肅臨潭）等地設茶馬司管理互市貿易。:125-147

### 與東亞國家

#### 與朝鮮
洪武三年（1370年），明太祖遺使持金印封文誥，封王顓為高麗國王，確立兩國宗藩關係。洪武七年（1374年），高丽恭愍王被弑，两国关系恶化。洪武二十五年（1392年），李成桂接受高丽恭让王禅让，建立朝鲜王朝，明太祖虽然根据其意愿赐予“朝鲜”为其新国号，但始终不予正式册封，两国还发生两次表笺风波，关系紧张，朝鲜国内甚至出现征伐辽东的思潮。洪武三十一年（1398年），李芳果在其弟李芳远发动第一次王子之乱后获得建文帝册封。其后李芳远发动第二次王子之乱即位后，仍旧在建文三年（1401年）获得建文帝册封。明成祖取得靖难之役胜利后，于永乐元年（1403年）二月重新册封李芳远为朝鲜国王，两国关系由此进入稳定的宗藩关系。
豐臣秀吉統一日本後，意欲佔領朝鮮。萬曆二十年（1592年），日本進攻朝鮮，朝鮮國王逃到義州並派使節向明朝求救。明朝派军救援，收复平壤，后一度受挫于碧蹄馆，汉城收复后，中日進行和談，但随着两国封贡失败，萬曆廿五年（1597年）後，日本再次進攻朝鮮，双方在朝鲜半岛南部多次交战，戰爭進入僵局狀態。萬曆二十六年，豐臣秀吉逝世，日本軍心動搖，結果撤軍，明、朝联军通过露梁海战最终收复全部国土。此即為万历朝鲜之役，朝鲜称为壬辰衛國戰爭。天啟七年（1627年，天聰元年）皇太極攻打朝鮮，朝鮮政府被迫簽訂「江都和約」，朝鮮同明朝的關係中斷。:317-320

#### 與日本
洪武年間，因為沿海多有倭寇，方、張餘部多和倭寇勾結。再加上當時日本分裂為南北二朝，明太祖雖有派人與日本修好，但南朝的懷良親王已自顧不暇，對明廷態度冷淡。至永樂年間，明成祖遺使和幕府足利義滿修好，足利义满接受明成祖册封为“日本国王”，兩國使節頻繁來往，兩國展開了勘合貿易（見明日貿易），至永樂九年（1411年）為止。宣德年間，勘合貿易再開。名義上來說，勘合是由幕府支配的，但不久後便落入大內氏、細川氏二個大名之中，他們又交由商人控制。在經濟上，明廷難以得益，只是希望以此維護沿海安定。至嘉靖年間，經濟出現危機，便難以維持勘合貿易。嘉靖二年（日大永三年，1523年），大內氏和細川氏因勘合符效力之辯的問題，發生寧波之亂，朝延便不再發新的勘合，又加上沿海多有倭亂，貿易因此中止。隆慶開關之後，兩國的貿易轉為以民間貿易為主。:67-157

### 與內亞諸鄰國
與蒙古的關係。明前期，退居塞外的北元政權伺機南下擾明，企圖東山再起，成為明朝的心腹之患。在明初武功強盛時，一度將其驅至漠北，蒙古勢力大減，內亂分裂為韃靼、瓦剌等部，明朝稱之為「北虜」。永樂遷都之後，「明朝以北京為中心，以九鎮為重要軍防點，以衛所等為網絡，以長城為屏障和陣地，形成北部的嚴密防綫」。正統年間，瓦剌部崛起，多次進攻明朝（土木堡之变等）。成化六年（1471年）漠南蒙古各部佔據了河套地區。嘉靖二十九年（1550年），俺答舉兵南下，焚掠北京城外八天，史稱庚戌之變。隆慶初年，明朝的邊防有所增強。隆慶五年（1571年），在王祟吉、張居正等力排眾議下，俺答汗被封為順義王，兩地互市，經濟得以往來，史稱「俺答封贡」。其後的三娘子繼承和平的政策。數十年間明蒙之間邊境安寧和平。:300-309万历年间，俄罗斯使者伊萬·佩特林经过蒙古高原到达明朝，并获得了万历皇帝的“国书”。
與帖木兒帝國的關係。洪武二十年（1387年），帖木兒首次遣使到明朝。在洪武永樂之間，明朝派遣陳誠等人出使西域，兩國發生磨擦。永樂二年（1404年），帖木兒領兵八十萬攻明。次年春，帖木兒中途病死，大軍返回。永樂年間，兩國又重新修好。據《明實錄》等書記載，自洪武年間至萬曆九年（1581年），帖木兒朝貢至明首都達五十餘次；洪武至天順年間，有十一次遣使撒馬兒罕，兩國關係良好。:332-334:261-270

### 與東南亞諸國

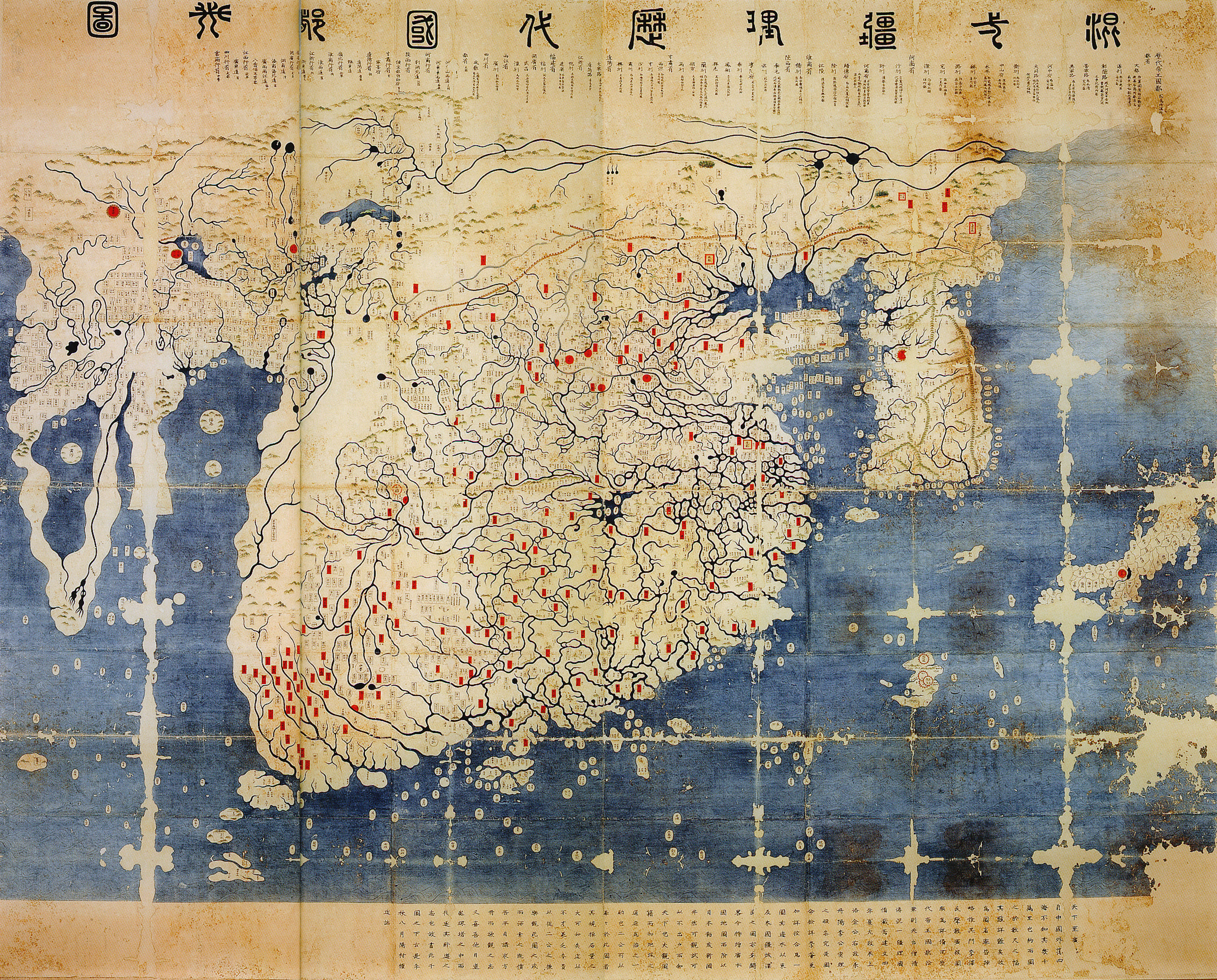
朝鲜所绘混一疆理历代国都之图，展示了明朝在航海時代進行的海上活動，主要涉及東南亞與印度洋一帶，最遠達阿拉伯與非洲

明朝设立的交阯布政司

在明朝初期，琉球、暹羅、占城、爪哇諸國先後遣使入貢。永樂、宣德年間，鄭和七次出使西洋，到訪了多個東南亞國家，最遠到達了非洲的木骨都束（今索马里摩加迪沙）、卜剌哇（今屬索馬里）、麻林（今肯尼亞馬林迪）等地，並建立了友好關係。鄭和下西洋的同時，許多外國使節也會乘鄭和的船來中國。如永樂十七年第五次下西洋時，便帶回了十七個國家和地區的貢使。此外，滿剌加、蘇祿、渤泥、古麻剌朗的國王也來明訪問。:329-332
與越南的關係。明初，朱元璋遺使安南國王，建立了宗藩關係。永樂四年（1406年），成祖命張輔、沐晟出擊安南，将安南纳入明朝版图，设立交趾布政司。宣德二年（1427年）放棄交趾，明朝册封黎利为安南国王，史稱「後黎朝」:50-61。黎朝基本的制度取法明朝，大力提倡理學，專漢文為「聖賢之字」。黎灝一朝，曾侵擾廣西、雲南，但明朝采用姑息政策，只是加強邊備，沒有多加理會。嘉靖六年（1527年），莫登庸建立了莫朝，和黎氏對立。明朝處於中立的態度，「既不拒黎，亦不棄莫」。黎朝戰勝莫朝之後，明廷又授予黎氏安南都統使之銜。:32-40

### 與歐洲國家
與葡萄牙的關係。正德十二年（1517年），安特拉德和皮萊資等率船到達廣州，廣州官員沒有允許他們登岸。正德十六年（1521年），明軍和葡萄牙發生屯門海戰、西草灣之戰，葡萄牙戰敗。嘉靖三十二年（1553年），葡商托言晾晒貨物，請求在澳門定居，並向官員行賄，明朝見有利可圖，便沒有理會。:335-336
與荷蘭的關係。萬曆二十九年（1601年），荷蘭船隊到達澳門，請求貿易，未准，萬曆三十二年（1604年），他們在廣東一無所得，便轉向福建，佔領了澎湖約五個月左右，結果被明政府驅逐。:338-339

## 經濟

### 貨幣

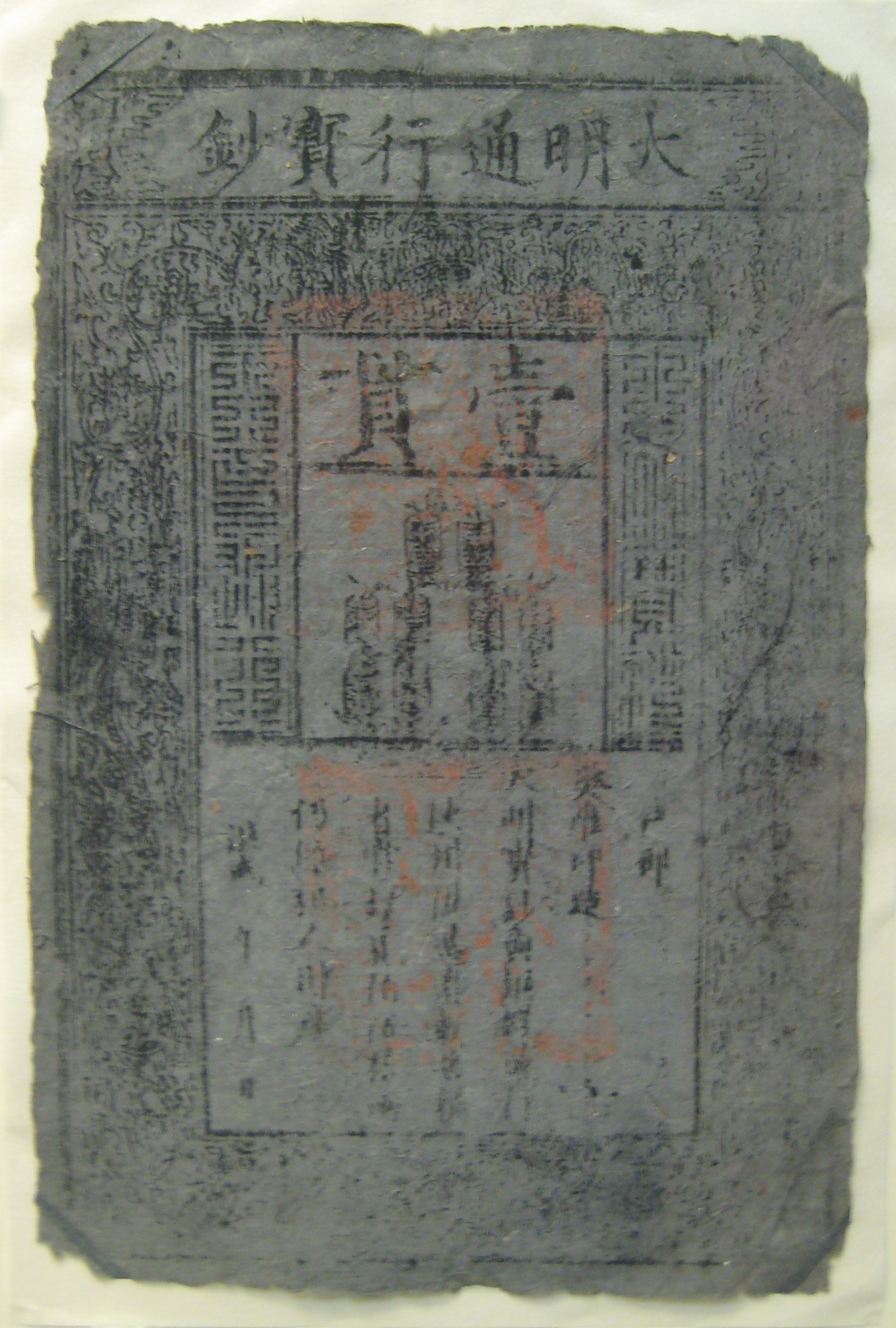
明朝發行的紙幣—大明宝钞

洪武八年（1375年），開始實行鈔法。鈔法規定了「大明寶鈔」的印制、管理機構（寶鈔提舉司），定義了「大明寶鈔」的形態、防偽方式。明朝政府沒有為大明寶鈔設立保證金，發行數量沒有明確限額，發行的依據單純依靠政治力量。「大明寶鈔」主要依靠財政支出流向民間，但同時百姓不能以寶鈔向朝延兌換金銀。雖然明朝鈔法規定「每鈔四貫，易赤金一兩」，但鈔法定立之後很長時間都沒有辦法使用這個比價，寶鈔長期貶值。至成化年間，其價值大約只有原來規定的千分之一。至天順、成化年間，「大明寶鈔」在民間基本上不再使用。:555-581
為了推行鈔法，在明朝初期，明政府禁止民間使用金、銀，限制銅錢進行交易，「以鈔法不通，下令禁金銀交易，犯者准奸惡論」，但民間依然多有使用。至明中期，寶鈔貶值，金銀的禁令不能繼續保持，民間大多銀進行交易。:581-588此外尚有銅錢，但只是在小額交易時使用。:589-612

### 农业

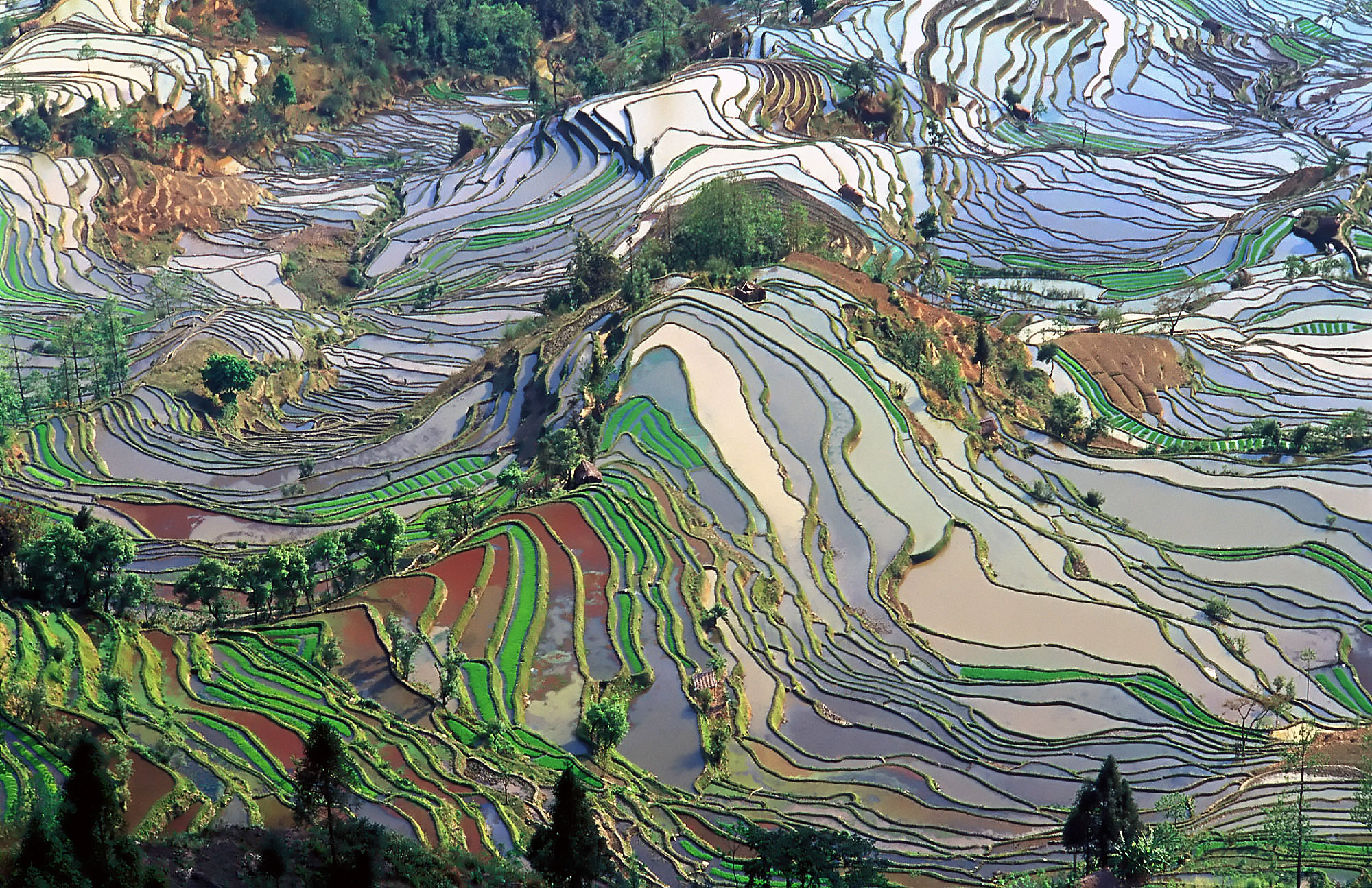
自明朝就開發至今的雲南梯田

明朝初期，由於多年的戰爭加上通貨膨脹，且前朝元惠宗為治水加重徭役，經濟近乎在崩潰的邊緣。為了恢復農業，明廷主要有移民墾荒和軍隊開荒兩項措施。移民墾荒大致是從「狹鄉」移入「寬鄉」，主要集中在內地「土曠人稀」的地方。軍隊開荒方面，主要集中在邊陲地區。在洪武初年，每年需要由南方運糧至遼東軍隊；至永樂一朝，已經自給自足而有餘。此兩項政策調整了全國農村人口和耕地布局，並增加了全國人口和耕地面積。:233-246
明政府重視水利建設，主要包括常年性的水利工程建設與維修、江南水患的治理和治黃（黃河）工程。在建文四年（1402年）至萬曆四十二年（1614年）間的210年，在《明實錄》記載75項較大的水利工程之中，南直隸地區佔44個，可見明政府對江南水利的重視。治黃主要的目的是為了保障大運河的漕運。在永樂一朝，政治中心北移，而經濟中心卻在南方，因此糧食都需要從南方運過來。成化七年，明廷置河道總督，專管黃、淮等河堤疏浚諸事。:246-276
在明朝，特別是明朝中後期，經濟作物的種植得到發展。政府推行了「折色」的稅收方式，可以改徵其他實物或銀錢以代替糧食作賦稅，鼓勵百姓不只裁種糧食作物。棉花在成化、弘治年間「其種已遍布於天下，地無南北皆宜之，人無貧富皆賴之」，農民摸索出種植棉花的新方法，提高了產量，棉花取代了絲、麻成為一般人紡織制衣的原料。其他經濟作物的種植都得到的快速的發展，如藍和紅花等染料作物、花生、胡麻等油料作物、甘蔗、茶樹、果樹、蔬菜、花卉等。煙草在萬曆年間引入中國，很快就推廣至全國栽種。:276-295糧食作物方面，栗米和番薯在明中後期傳入了中國，使旱地和山地得到利用，增加了全國糧食產量。:262-263

### 商业
明朝初期，政府的户役制度、商税制度、海禁政策等政策限制了商业发展，各地以自然经济为主。:479-492正统至嘉靖年间，市場上的商品種類大增，流通的範圍擴大，出現了很多商業市鎮。據不完全統計，明朝的商稅由弘治時期共46180090貫升至嘉靖時期52068109貫，反映這時期商業的繁榮。:492-503嘉靖中期之後，隨絲織業、陶瓷業等手工業發展，商品生產領域擴大，貨品數量大增，農產品亦開始商業化。全國形成了若干個以產品著名的地區，貨品生產呈現分工的傾向，同時商品在各地區之間交流，乃至一些中小城市或者偏遠山區的貨品也相當齊全。如四川建昌衛（今四川西昌）也可以買到蘇州、杭州的絲綢。在此時，一些商人為了擴大資本，成了商幫，控制了某些地區、行業的商業貿易。:503-533

### 交通
明朝首先興建的是兩京與十三布政司之間的大道。為了鞏固北方邊防，以北京為中心，明政府共修建了11條道路。在永樂年間，為了鞏固在東北的管治，修建了以開原為中心的四條驛道和以海西為中心的兩條道路。明朝中期，隨商品經濟的發展，很多富民、商人為了商品流通、方便運輸，大量興修道路橋梁。整體而言，在各級官府和商民的努力下，形成了緊密的交通網。據黃汴《天下水陸路程》等統計，兩京至十三布政司，各布政司至各府，以及各省之間的水陸交通幹線二百有餘。:617-623
主要的交通道路有以下五條：:623-629
1. 京杭大運河。元末明初，運河淤塞而使用海運。永樂九年，宋禮率軍民疏通大運河，歷時二十年而成。河道長1794公里，連通錢塘、長江、淮河、黃河五大水系。
2. 江西至廣東的大道，走線為鄱陽湖→贛江→南安府大庾縣橫浦驛→梅關古道→南雄府保昌縣陵江驛→北江→廣州。當中橫浦至驛陵江驛一節為陸路，其他為水路。在明初期，此路只作「递送官物」之用。至景泰年後，成為南北貨物交流最頻繁的商路。
3. 北京至東北地區的大道，走線為北京→山海關→瀋陽→開原。貨品至開原之後，又轉至海西、朝鮮、奴爾干都司等地。
4. 長江水道，是明代最大的內河航行系統，四川的木材、藥材運銷江浙，長三角的絲織、布匹也依靠長江水運至其他地區。
5. 由江浙地區出發，經揚州、汴梁、鄭州、洛陽、西安，接絲綢之路至新疆和中東。陝西商幫在這條商路非常活躍，將西域的皮毛、羊毛運至關中，加工後東運至東南沿海，又收購棉布、綢緞等貨品，兩頭賺錢。

## 社會

### 天災
明代正值小冰河時期，整體氣溫都較為寒冷。在明初，氣候寒冷，洪武二十七年至正統三年（1394至1438年）間，氣候回復正常，隨後的15年間又轉寒。景泰四年（1453年），山東至江西大帶下大雪，長江下游一帶「凍死人民無算」。寒潮至景泰七年（1456年）結束，其後氣溫較為波動，但整體以寒時較多，至嘉靖十年（1536年）為止，在此之後的三十多年間，明朝的氣溫都較為暖。萬曆五年（1577年），再次出現寒潮，寒冷的氣溫持續至明王朝結束，崇禎二年至十六年（1629至1643年）的氣溫更是史無前例地低。小冰河時期的出現被視為明朝滅亡的因素之一。:49-55

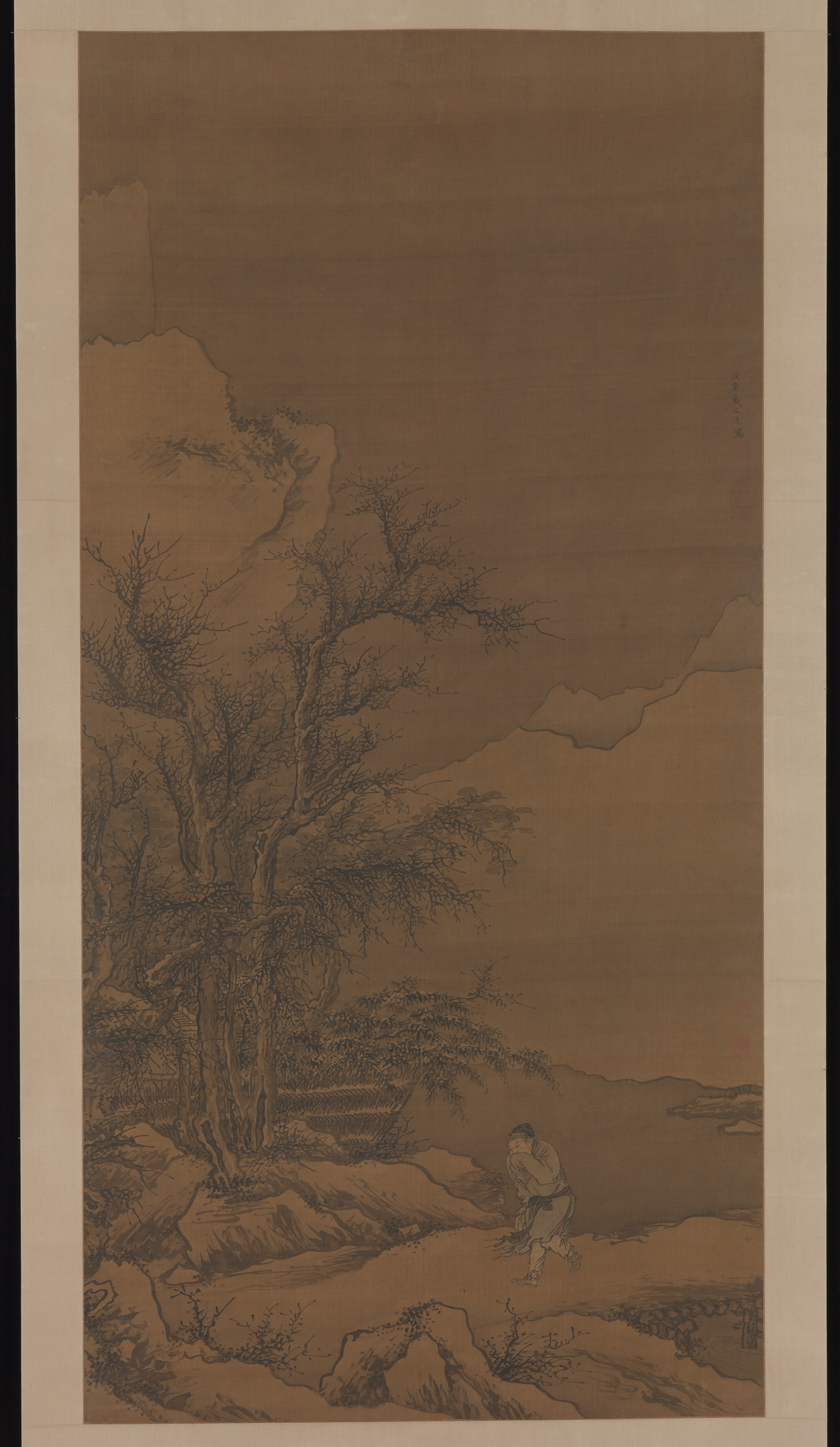
戴進《冒雪返家圖》。此冬景圖作於1455年左右，正是明朝第一波的寒冷期的最後一年。 (Note: 《哈佛中國史》原譯注：「該畫中文題注為『涉水返家圖』。該畫只題有『錢唐戴文道寫』，大都會美術館判斷為雪景圖，故作『Returning home through the snow』。」)

明朝一代氣候較為乾燥。在元末明初（1352至1374年）間，進入了乾燥期。在十五世紀的首二十五年間，氣候濕潤，但在1426年（宣德元年）便遭遇大乾旱。接下來的後七十五年，雖偶有濕潤期，但整體來說乾旱不斷。弘治十七年（1504年）至嘉靖二十三年（1544年），降雨量回復常態，但之後的天氣都異常乾燥，尤以嘉靖二十三年至二十五年（1544至1546年），萬曆十三年至十七年（1585至1589年），萬曆四十二至四十七年（1614年至1619年）為嚴重。:55-56
明朝發生了兩次較大規模的地震。嘉靖三十四年十二月二日（1556年1月23日），在渭河流域發生了一場大地震（嘉靖大地震），受災範圍達到250公里，震級約在里氏8級左右。萬曆三十二年十一月初九（1604年12月29日），在東南沿海發生了一次大地震（1604年泉州地震），破壞了泉州、漳州這兩個海上貿易中心。在月港，廬舍傾圮殆盡，但死亡人數不多。:58-61
明代的瘟疫主要集中在以下這些時期：永樂五年至九年（1407至1411年）、萬曆十五年至十六年（1587至1588年），明代最後的六年（1639至1641年、1643至1644年，明末大鼠疫）。後兩次的瘟疫都應為鼠疫，中國人口史家曹樹基認為，萬曆、崇禎兩次的鼠疫是因為中國農民在遷居蒙古草原的時候，侵犯了可能帶有鼠疫的长爪沙鼠而引致的。:61-64

### 教育
官方教育方面。明朝早中期最重要的教育機構也就是國子監，設有監規，規矩極嚴。在各府、州、縣、則有儒學，以行教化，育人材。學習書籍有《大明律》、《大誥三編》等進入仕途應讀的書籍，以及是《孟子節文》、《四書大全》、《五經大全》等儒學書籍。:825-841
民間教育方面，洪武八年（1375年），地方社學始建，屬於半官方的啟蒙學習機構，但成效不是很明顯。洪武十八年（1385年）起，明太祖不再提倡，正統、成化年間尚設，至弘治年間已沒有記載。另外有私塾和家館等，有錢人家延請老師教授子弟，以求出路。:818-825
科舉在明朝是正式的選拔官吏制度。科舉考試分為兩級，每三年舉行一次，稱為大比。科舉考試的內容主要是四書五經，考生必須用八股文做答。所謂股，即對偶之意。八股文萌芽於宋朝，形成於明成化以後。由於八股取士的制度，讀書人既不通經史，又不諳實際，嚴重束縛民眾智慧的進步:40-49。

### 宗教
明朝的宗教以佛教和道教為主。在明朝初期（洪武元年（1638年）至宣德十年（1435年）），諸帝雖然相信佛教、道教，制定了保護、提倡佛教、道教的政策，但同時也加以限制、整頓佛道二教。至明中期，當時的皇帝較為平庸，部份的皇帝（如武宗、世宗）過度祟奉宗教，因此明初的限制政策沒有很好執行。至明代後期，當時的統治者雖祟奉宗教，但沒有對佛道二教有過度的放縱，保持對宗教的限制政策。:3-5
明朝佛教。朱元璋登基之後，對於佛教多有整頓。他設置了僧司衙門，在京設立僧錄司，「掌天下增教事」，各府、州、縣分設僧綱、僧正、僧會等司，分掌其事。明太祖又將天下的寺院分作禪、講、教三類，要求他們各務本業，不得超越，並建了立度牒制度，限制出家人數。明世宗即位後，因為前代明武宗極度祟信佛教而朝綱弊壞，加上祟信道教，他對於佛教多有焚絕，史稱明世宗滅佛。:3-5此外，藏傳佛教、印度密教在漢地也多有傳播。:110-140
明朝道教。明太祖、明成祖都相信道教，明太祖甚至親自為《道德經》作注。由洪武至宣德數朝，皇帝都尊祟正一派首領，恩寵有加。至英宗、景泰二朝，開始出現過度祟道的現象。:143-160至明世宗一朝，對於道教極度祟奉，在宮中大設道教殿壇，並為自己和父母封道號，對善寫青詞的官員大為有賞。明政府於京師設道篆司，府置道正監，對道教實行監督和管制。:161-172
明朝伊斯蘭教。明朝對於伊斯蘭教的政策較為寬容，對於伊斯蘭教多有肯定，如明太祖有《至聖百字贊》，肯定了穆罕默德為「至貴聖人」。明朝政府修建了很多的清真寺，如南京淨覺寺、西安清修寺等，亦任命了很多信奉伊斯蘭教的官員。在明朝，伊斯蘭教向中小城市、鄉鎮發展，至明朝中期，內地絕大部份的一級行政單位，大部分的二級行政單位，約一半的三級行政單位都有穆斯林分佈。明朝中期後，實行海禁政策，伊斯蘭教的傳播基本停止了。:238-242
明朝天主教。最初，傳教士主要集中在澳門，並執行葡萄牙化的傳教方針。1562年，澳門天主教會已有教徒600餘人。耶穌會創始人方濟各·沙勿略打算到中國傳教，未得准，在上川島過世。他的過世引起了西方天主教會傳教的熱情，各修會派出了傳教士來華傳教。其後，范禮安指出應該要傳教士中國化，培養中國籍神父。此政策之下，天主教在中國的傳播得以開展。利馬竇在北京得了明神宗的好感，當時的官員多有受洗入教。:271-285萬曆四十四年（1616年），發生了南京教案，傳教工作一時受阻。:305-3071627年（天啟七年），全國有天主教徒1萬3千人。
此外，明朝尚有白蓮教、羅教、黃天教、聞香教、西大乘教、弘陽教等民間秘密宗教。:323-358

## 文化

### 哲學

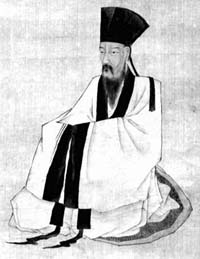
王陽明

哲學思想上，王陽明繼承陸九淵的「心學」並發揚光大，他的思想強調「致良知」及「知行合一」，並且肯定人的主體性地位，將「人」的主動性放在學說的重心。而王陽明的弟子王艮更進一部的強化此方面的論述，提出「百姓日用即道」，肯定平民百姓日常生活的意義。而李贄則更肯定「人欲」的價值，認為人的道德觀念系源自於對日常生活的需求，表現追求個體價值的思想。而隨著西學的傳入，科學精神與實學風尚也開始流行。明末之際，伴隨著朝代的更替與異族的入主，哲學家開始更多的思考現實問題與政治改良，如王船山、黃梨洲、顧亭林等:309-325。
而明代晚期書院的興盛，衝擊官學的地位。許多知識分子利用在書院講學之際藉機批評時政，例如曾講學於東林書院的顧憲成及高攀龍，就常諷刺時政，也使東林書院成為與當權派對抗的中心，進而造成東林黨爭。當時學者也會借用寺廟周邊的空地舉行「講會」，倡導新的思想價值與人生觀:409-440。
以顧炎武、黃宗羲、王夫之並為明末清初三大儒。顧炎武提倡「經學即理學」，提出以「實學」代替宋明理學，要學者直接研習六經。提倡“天下興亡，匹夫有責”（《日知錄》），著有《日知錄》、《音學五書》等。黃宗羲有「中國思想啟蒙之父」之譽稱，著有《明儒學案》、《宋元學案》，是中國學術史之祖。他保護陽明學，排斥宋明理學，力主誠意慎獨之說，蔚為浙東學派。王夫之強調實際行動是知識的基礎，認為歷史發展具有規律性，是「理勢相成」。其思想發展成船山學，後人編為《船山遺書》:147-153。
以民為天下之主的思想於明末清初亦有所流行，例如生活在明末又经历清初时期的黃宗羲和顧炎武、王夫之提倡民權，所著的《明夷待訪錄》攻擊君主專制體制，提倡天下為主，君為客的觀點，倍受清末革命黨的推崇。部分學者認爲黃宗羲的思想是近代民主主義的思想，有西方學者稱黃宗羲為「中國自由主義的先驅」:147-153。

### 史學
明代前期官修史籍多，後其私纂史籍較多。官修史籍方面，正史類有宋濂主編的《元史》二百十一卷，修纂時間較短，是二十四史最為草率的一部，保留了元代歷史的重要資料，在中國史學上價值巨大。《明實錄》和建文、景泰二帝的附錄雖多有曲諱，但引用了大量奏章、邸報等材料，保留了差不多整個明朝的歷史。會典類有正德《大明會典》和萬曆《大明會典》。:242-244
在明中期以後，統治者怠政，管理不嚴，私修史籍在正德時期成為一時風氣，至萬曆形成高潮。明代私撰書籍多集中於本朝史。纪传体有郑晓《吾学编》、何乔远《名山藏》、邓元锡《皇明书》、李贽《续藏书》和尹守衡《明史窃》等；编年体有薛应旂《宪章录》、黄光昇《昭代典则》、陈建《皇明从信录》和《皇明通纪辑要》、谈迁《国榷》；纪事本末体有高岱《宏猷录》；杂史类有王世贞《弇山堂别集》、朱国桢《皇明史概》；典制类有徐学聚《国朝典汇》、孙承泽《春明梦余录》；笔记类的有叶盛《水东日记》、王锜《寓圃杂记》、何良俊《四友斋丛说》、谢肇淛《五杂俎》、沈德符《万历野获编》等。明代學者對前代史研究也有成就，如张溥对《通鉴纪事本末》的论评，王夫之的《读通鉴论》，冯琦和陈邦瞻的《宋史纪事本末》，陈邦瞻的《元史纪事本末》等。:244-247
明代一共修成各類方志計2892種，為宋、元方志總和之五倍，「天下藩郡州邑莫不有志」。明代方志的類型廣泛，有反映全國面貌的「一統志」，反映各省發展沿革的「總志」、「通志」，各行政區劃的「府志」、「州志」乃至「里志」等等。總志有《寰宇通志》和《大明一統志》，記述了明朝疆域全貌。:247-249
地理學方面，羅洪先《廣輿圖》以元朝朱思本《輿地圖》為底本，制成十三布政司圖、九邊圖和漕運圖等。利馬竇在北京編成中國地圖若干和《坤輿萬國全圖》。顧祖禹《讀史方輿紀要》重視在古今用兵戰守攻取之宜，考證翔實。徐弘祖周遊全國，有《徐霞客游記》，詳細記錄了雲、貴、川等十餘省的地理狀況。

### 文學
明朝詩文。明朝初期，吳中四杰（高啟、楊基、張羽、徐賁）的詩歌都較好，劉基、宋濂都以散文行世。永樂年間，「頌聖德，歌太平」的台閣體成為文學主流，缺乏活力。:53-63正統年間，李東陽、前七子文人提倡文學復古，主張「文必秦漢，詩比盛唐」，反對台閣體。嘉靖中年，後七子接過復古大旗，在復古問題上更加講究法度格調。同時，王慎中、歸有光等唐宋派則反對前後七子的主張，認為應該取法唐宋古文八大家的作品，主張文以明道。:68-82萬曆時期，公安派的袁宗道等人反對前後七子的仿古蹈襲，主張「獨抒性靈，不拘格套」（性靈說），反對人為約束。公安派後，鍾惺、譚元春為代表的竟陵派主張重「真詩」，重「性靈」。竟陵派可謂是公安派的延續，但竟陵派和公安派不同，竟陵派着重向古人學習。:177-181
明朝小說。明代最為著名的小說是《三國志演義》、《水滸傳》、《西游記》、《金瓶梅》、「三言兩拍」。羅貫中的《三國志演義》是中國第一部長編章回小說，描述了魏蜀吳三國的軍事和政治衝突、塑造了形象鮮明的政治家、軍事家、外交家形象。:21-37施耐庵的《水滸傳》以宋元以來宋江三十六人的話本和雜劇為題材，塑造性格各異而「忠義仗義」的人物，對中國英雄傳奇創作起了重大的影響。:38-52吳承恩的《西遊記》記述了唐三藏、孫悟空、豬八戒、沙悟淨四人前往西天取經的故事，創造光怪陸離、神異奇幻的世界。:129-138蘭陵笑笑生的《金瓶梅》借記述潘金蓮、李瓶兒、龐春梅三人的故事，批判了明神宗的貪淫作樂。書中雖有多艷情描寫，亦無損其文學價值，受國內外的重視。:146-156
明朝戲曲。元末明初，雜劇逐漸衰落，南戲混合了北曲聲腔和元雜劇，形成傳奇。在嘉靖後期到萬曆初期出現三部優秀的傳奇作品，即《寶劍記》、《浣紗記》及《鳴鳳記》。:94-99明代戲劇的集大成者是湯顯祖。他的代表作是臨川四夢（即《南柯記》、《邯鄲夢》、《紫釵記》及《牡丹亭》）。:110-128弘治、嘉靖年間，雜劇創作出現轉機，題材拓寬，思想開始深入，徐渭的雜劇「活潑暢快，汪洋恣肆」，有《四聲猿》、《歌代嘯》等。:83-93

### 艺术
明朝書法。洪武至成化年代，以沈度為代表的台閣體書法家群人數雖多，但書風大多平庸無味。弘治至隆慶一朝，吳門派的祝允明、文徵明等人主張復古，一改前朝惡習，此時的著名刻帖有文徵明《停雲館帖》、華夏《真賞齋帖》等、吳廷《餘清齋帖》等。萬曆崇禎年間，泰州學派和李贄的思想影響了當時的書法，書法自元以來再一次創新。董其昌的書法追求簡淡空靈，獨開門戶，在明末清初成為了正統一派。王鐸的行草恣肆縱橫、粗服亂頭，其風格影響了入明後的明遺民書法家。
明朝繪畫。洪武永樂二朝的繪畫大多沿習元代。宣德至弘治一朝，浙江與福建兩地繼承南宋院風的畫家相繼入宮，此時的宮庭話大多取法南宋院體畫。人物畫有商喜《明宣宗行樂圖》、謝環《權園雅集圖》等、山水畫有李在《琴高乘鯉圖》、王諤《江閣遠眺圖》等。正德年起，蘇州地區出現了以沈周、文徵明的吳門派，以山水畫見長，作品多描寫江南風景和文人生活。吳門派在當時影響巨人，多有人從學。萬曆崇禎二朝，繪畫多有創新。徐渭完善了大寫意花鳥畫畫法。陳洪綬等開創變形人畫法。董其昌重視畫論上主「士氣」，倡「南北宗」之說，創立了松江派，取代了吳門派地位。
明朝建築。明代的建築工藝創下新成就。南京和北京城池都是偉大的建築作品。应天府京城城墙營建於洪武二年，完成於洪武十九年，城牆周長達66里，一般寬10-18米，高12-15米，是世界上最長的城牆。南京城突破方正的格局，而是按照地理形勢修建。皇城位於東部，市肆和居民區位於南部，西北則是軍營。洪武二十三年起，明政府開始修建京师外郭城（即南京外城），周圍120里，開十六門，將雨花台和鍾山都包入其中。而北京城池則較為方正，體現皇權至上的思想。明朝的宮殿建築也十分宏偉，故宮即為例證。明朝各種歷制建築也十分嚴謹工整。天壇、太廟、社稷壇、孔廟都是十分巍峨莊嚴的建築。明代帝陵工程浩大，可謂歷代之最。而在明代被重建的萬里長城（明長城）更是舉世無雙的巨作，保衛明朝的邊疆，至今依然聳立。:119-126
明朝赏灯。始于永乐七年（1409），这年正月初十，永乐皇帝下诏，上元节“听军民张灯饮酒为乐，五城兵马驰夜禁，著为令。”（《明太宗实录》卷87）。始于天顺八年（1464）前后的泮村灯会由邝健斋拜见明大儒陈白沙起，泮村的乡亲父老按照建议于正月十三当天举行了首届舞灯，此举便一直延续至今（《中华人民共和国国家级非物质文化遗产》第二批）。

### 服飾
元朝在統一中國之後，變更中原的衣冠舊制，髮式上辮髮椎髻，衣服則袴褶窄袖，還有辮綫腰褶。婦女的衣服則為窄袖短衣，下穿裙裳。洪武元年（1368年），朱元璋下令恢復唐朝的衣冠制度，令士紳在頭頂束髮，朝廷官員則頭戴烏紗帽，穿圓領袍，束帶，着黑靴，盡去元朝制度。在其詔令中，他從面料、樣式、尺寸、顏色四個方面，規定了具體的服飾制度，制度中貴、賤的服飾都有別，不得僭越。:191-192
在明朝初期，衣冠制度得到嚴格的執行。如英宗朝，有人穿皮靴進入皇宮禁地，英宗遂命錦衣衛「潛捕於路，一日得數百人，皆下獄」，重申禁止平民穿皮靴的禁令。:197-198成化、弘治年間，隨社會經濟的發展，紡織技術的改良，加上明政府管理不嚴，明代服飾開始出現變化，服飾式樣出現翻新，面料漸漸奢華，官方的法令沒有人遵守。明朝中後期的服式打破了明初所定立的衣冠制度，如明代品官服飾本無蟒衣，但成化、弘治之後，內外官員都以穿蟒服為榮。蟒理應無角無足，但當時所官員所穿大多為龍形，實為龍衣。明人張瀚指：「今男子服錦綺，女子飾金珠，是皆僭越無涯，逾國家之禁者也」。此外，晚明服飾追求華美，城市服飾樣式經常更換。當時，出現了很多怪異的服裝，時人視為「服妖」，「昨日到城郭，歸來淚滿巾；遍身女衣者，盡是讀書人」。:198-207

### 科技
明朝天文學。朱元璋個人對於天文歷法相當重視，其作位其間興建了多處觀象台，制造了諸多天文儀器，編寫了大量天文和星占書籍（《選擇歷書》、《大明清類天文分野》等）。:14-16洪武十七年，他以元統為監正，編修《大統歷法通軌》。《大統歷法通軌》以《授時歷經》為基礎，在交食算法上有提高。:17-20至隆慶三年（1569年），周相重印《大明大統歷法》時，大統歷的誤差逐漸擴大。民間學者多有批評，並提出自己的改進方案。《回回歷法》也是明朝官方的歷法，當時學者雖然試圖將兩者整合，編寫更好的曆法，未果。:22
明朝數學。此時候傳統數學開始沒落，無人通曉宋元時期的數學成果，前代的數學著作亦相繼失傳。在明末《幾何原本》被翻譯之前，有明一代大約有數學著作70多種。珠算在明代開始普及，取代了籌算的地位，:65-66著作有吳敬《九章詳注比類算法大全》、王文素《古今算學寶鑑》、徐心魯《盤珠算法》、柯尚遷《數學通軌》等。:60-75明末，利馬竇先後譯出《幾何原本》（徐光啟合譯）、《同文算指》（李之藻合譯），影響深遠。:85-88
明朝農學。在明代，農業生產工具得到改善，代耕架得到應用。農業思想得到發展，形成「三宜」（因時制宜、因地制宜、因物制宜）原則。施肥、改良土壤技術得到發展。:110-113書籍方面，徐光啟《農政全書》論述了屯塈、口利、備荒的方法，總結了過去的農學成果。:97-99喻氏兄弟《元亨療馬牛駝經全集》論孰了馬、牛、駝的飼養方式，獸醫學有所發展。:99-100
明朝醫學。李時珍的《本草綱目》最為著名，總結了16世紀以前的藥物學，新增藥物374種。吳有性的《瘟疫論》發展了「戾氣說」，在病因、症候、診斷、治療上有突破。人痘接種術在明代得到普遍使用。:145-146

## 君主年表
| 庙号                                                                                    | 谥号 | 姓名   | 统治时间      | 年号                             |
| --------------------------------------------------------------------------------------- | --- | ------ | ------------- | -------------------------------- |
| 太祖                                                                                    | 钦明启运俊德成功统天大孝高皇帝（建文帝朱允炆初谥） 圣神文武钦明启运俊德成功统天大孝高皇帝（成祖朱棣改谥） 开天行道肇纪立极大圣至神仁文义武俊德成功高皇帝（世宗朱厚熜改谥） | 朱元璋 | 1368年-1398年 | 洪武 1368年-1398年               |
| 惠宗（安宗朱由崧追上）                                                                  | 嗣天章道诚懿渊功观文扬武克仁笃孝让皇帝（安宗朱由崧追谥） 恭闵惠皇帝（清高宗追谥）                                                                                          | 朱允炆 | 1398年-1402年 | 建文 1399年-1402年               |
| 太宗（仁宗朱高炽初尊） 成祖（世宗朱厚熜改尊）                                           | 体天弘道高明广运圣武神功纯仁至孝文皇帝（仁宗朱高炽初谥） 启天弘道高明肇运圣武神功纯仁至孝文皇帝（世宗朱厚熜改谥）                                                          | 朱棣   | 1402年-1424年 | 永乐 1403年-1424年               |
| 仁宗                                                                                    | 敬天体道纯诚至德弘文钦武章圣达孝昭皇帝 | 朱高炽 | 1424年-1425年 | 洪熙 1425年                      |
| 宣宗                                                                                    | 宪天崇道英明神圣钦文昭武宽仁纯孝章皇帝 | 朱瞻基 | 1425年-1435年 | 宣德 1426年-1435年               |
| 英宗 （被俘退位）                                                                       | 法天立道仁明诚敬昭文宪武至德广孝睿皇帝 | 朱祁镇 | 1435年-1449年 | 正统 1436年-1449年               |
| 代宗（安宗朱由崧追尊）                                                                  | 郕戾王（英宗朱祁镇初谥） 恭仁康定景皇帝（宪宗朱见深追谥） 符天建道恭仁康定隆文布武显德崇孝景皇帝（安宗朱由崧追谥）                                                         | 朱祁钰 | 1449年-1457年 | 景泰 1450年-1457年               |
| 英宗 （复辟）                                                                           | 法天立道仁明诚敬昭文宪武至德广孝睿皇帝 | 朱祁镇 | 1457年-1464年 | 天顺 1457年-1464年（当年即改元） |
| 宪宗                                                                                    | 继天凝道诚明仁敬崇文肃武宏德圣孝纯皇帝 | 朱见濡 | 1464年-1487年 | 成化 1465年-1487年               |
| 孝宗                                                                                    | 建天明道诚纯中正圣文神武至仁大德敬皇帝 | 朱祐樘 | 1487年-1505年 | 弘治 1488年-1505年               |
| 武宗                                                                                    | 承天达道英肃睿哲昭德显功弘文思孝毅皇帝 | 朱厚照 | 1505年-1521年 | 正德 1506年-1521年               |
| 世宗                                                                                    | 钦天履道英毅神圣宣文广武洪仁大孝肃皇帝 | 朱厚熜 | 1521年-1567年 | 嘉靖 1522年-1567年               |
| 穆宗                                                                                    | 契天隆道渊懿宽仁显文光武纯德弘孝庄皇帝 | 朱载坖 | 1567年-1572年 | 隆庆 1567年-1572年               |
| 神宗                                                                                    | 范天合道哲肃敦简光文章武安仁止孝显皇帝 | 朱翊钧 | 1572年-1620年 | 万历 1573年-1620年               |
| 光宗                                                                                    | 崇天契道英睿恭纯宪文景武渊仁懿孝贞皇帝 | 朱常洛 | 1620年        | 泰昌 1620年                      |
| 熹宗                                                                                    | 达天阐道敦孝笃友章文襄武靖穆庄勤哲皇帝 | 朱由校 | 1620年-1627年 | 天启 1621年-1627年               |
| 思宗（安宗朱由崧尊上） 毅宗（安宗朱由崧改尊） 威宗（绍宗朱聿键改尊） 怀宗（清世祖追尊） | 绍天绎道刚明恪俭揆文奋武敦仁懋孝烈皇帝（安宗朱由崧上谥） 钦天守道敏毅敦俭弘文襄武体仁致孝端皇帝（清世祖追谥） 庄烈愍皇帝（清世祖改谥）                                     | 朱由检 | 1627年-1644年 | 崇祯 1628年-1644年               |
| 南明1644年—1662年                                                                       | |        |               |                                  |
| 质宗（鲁监国朱以海尊上） 安宗（昭宗朱由榔尊上）                                         | 赧皇帝（鲁监国朱以海上谥） 安皇帝（鲁监国朱以海改谥） 奉天遵道宽和静穆修文布武温恭仁孝简皇帝（昭宗朱由榔上谥）                                                             | 朱由崧 | 1644年-1645年 | 弘光 1645年                      |
| 绍宗（昭宗朱由榔尊上）                                                                  | 配天至道弘毅肃穆思文烈武敏仁广孝襄皇帝（昭宗朱由榔上谥） | 朱聿键 | 1645年-1646年 | 隆武 1645年-1646年               |
|                                                                                         | | 朱聿𨮁 | 1646年-1647年 | 绍武 1646年-1647年               |
| 昭宗（延平王郑经尊上）                                                                  | 应天推道敏毅恭俭经文纬武礼仁克孝匡皇帝（延平王郑经谥） | 朱由榔 | 1646年-1662年 | 永历 1647年-1662年               |

### 文獻
1. ↑  恰白·次旦平措、若章·吴坚、平措次仁 著，陈庆英、格桑益西、间宗英、许德存 译：《西藏通史——松石宝串》，西藏社会科学院、《中国西藏》杂志社、西藏古籍出版社联合出版，ISBN 7-80589-020-X，1996年1月第1版，第六章、帕木竹巴统治西藏时期，第二节、明朝对西藏地方政权的管理
2. ↑  牙含章：《明代中央与西藏地方帕竹政权之间的关系》，《中国藏学》1989年第1期，第19-25页
3. ↑  王献军：《帕木竹巴政权与明王朝的关系——帕木竹巴政权研究之四》，《西藏民族学院学报》社会科学版，1990年第4期（总第44期），第27-34页
4. ↑  Lau, Hon-Shiang. . China Report. 2019-05, 55 (2)  [2023-06-19]. ISSN 0009-4455. doi:10.1177/0009445519834701. （原始内容存档于2023-06-19） （英语）.
5. ↑  刘汉城. .  (PDF). 2019年10月: 25–41  [2023-03-12]. （原始内容存档 (PDF)于2022-04-21）.
6. ↑  吴晗. . 生活·读书·新知三联书店. 1965: 142.
7. ↑  杜洪濤.  (02): 52-57. 2014.
8. 1 2 3  中國大百科全書編委會 (编). .  （第16冊） 第二版. 2009: 143-151. ISBN 9787500079583.
9. 1 2 3  中國大百科全書編委會 (编). . . （中国历史卷） 第一版.
10. ↑  李林楠著，《永乐之治：朱棣传》，文化发展出版社，2021年11月，ISBN 978-7-5142-3397-1
11. 1 2 3 4 5 6 7 8 9 10 11 12 13 14  姜公韜. . 九州出版社. ISBN 9787510800627.
12. 1 2 3 4 5 6 7 8 9 10 11 12 13 14 15 16 17 18 19 20 21 22 23 24 25 26  王天有. . 三民書局. 2008. ISBN 9571448621.
13. 1 2 3 4 5 6 7 8 9 10 11 12 13 14 15 16 17 18 19 20  白壽彝 (總主編); 王毓銓 (卷主編) (编). . 上海: 上海人民出版社. 2015. ISBN 9787553308258.
14. ↑  李林楠著，《永乐之治：朱棣传》，文化发展出版社，2021年11月，ISBN 978-7-5142-3397-1，第五章、新的秩序，第3节、对东北的开拓与经略，第357-358页
15. ↑  蔡石山著，江政宽译，《永乐大帝：一个中国帝王的精神肖像》，中华书局，2009年11月，ISBN 978-7-101-06977-8，第八章、永乐和蒙古人，第145-146页
16. ↑  方志远著，《明代国家权力结构及运行机制》，科学出版社，2008年6月，ISBN 978-7-03-022187-2，第十三章、行省、三司与三堂：明代省级权力结构的调整
17. ↑  . 广州: 中国广州. 2006-12-14  [2014-01-21]. （原始内容存档于2014-02-21） （中文）.
18. ↑  《清代輯佚研究》，第39頁
19. ↑  蔡石山著，江政宽译，《永乐大帝：一个中国帝王的精神肖像》，中华书局，2009年11月，ISBN 978-7-101-06977-8，第七章、文皇帝，第123-124页
20. ↑  李林楠著，《永乐之治：朱棣传》，文化发展出版社，2021年11月，ISBN 978-7-5142-3397-1，第七章、艰难的治世，第1节、《永乐大典》与官修经史，第528-529页
21. ↑  陆容《菽园杂记》记载说，宪宗每次上朝，如果准许大臣所奏之事，只说一个“是”字，以免出丑。
22. ↑  . 中国日报网. 2012-08-13  [2014-02-16]. （原始内容存档于2014-02-23） （中文）.
23. 1 2  卜憲群等. . 北京: 華夏出版社. 2016.
24. ↑  . 寧夏用兵，費帑金二百餘萬。其冬，朝鮮用兵，首尾八年，費帑金七百餘萬。二十七年，播州用兵，又費帑金二三百萬。三大征踵接，國用大匱
25. ↑  . 近歲寧夏用兵，費百八十餘萬；朝鮮之役，七百八十餘萬；播州之役，二百餘萬
26. 1 2 3  杨国桢; 陈支平. 傅衣凌 , 编. . 北京: 人民出版社. 1993. ISBN 7010011710.
27. ↑  牟復禮; 崔瑞德 (编). . 由張書生翻译. 北京: 中國社會科學出版社. 1992. ISBN 9787500410119.
28. 1 2 3 4 5 6  卜正民. . 由潘瑋琳翻译. 北京: 中信出版社. 2016. ISBN 9787508664545.
29. 1 2  蓝勇. . 高等教育出版社. 2002: 62.
30. ↑  中國大百科全書編委會 (编). . . （中国历史卷） 第一版.
31. 1 2 3 4  吴晗. . 北京: 群言出版社. ISBN 9787519301620.
32. ↑  《大诰·奸贪诽谤》，第六四
33. 1 2  黎东方. . 上海: 上海人民出版社. 1997. ISBN 7208025126.
34. 1 2  方志远. . 北京: 科学出版社. 2008. ISBN 9787030221872.
35. 1 2  中國大百科全書編委會 (编). .  （法學卷） 第一版.
36. 1 2  张德信. . 长春: 吉林文史出版社. 2001. ISBN 7806266518.
37. ↑  徐曉莊. . 天中學刊. 2005, (01): 31-35.
38. ↑  葛劍雄. . 復旦大學出版社. : 1-3.
39. ↑  王泉伟. . 南方人口. 2010, (25): 38-42.
40. ↑  中國大百科全書編委會 (编). . . （中國歷史卷） 第一版.
41. 1 2 3  郭红; 靳润成. . 上海: 复旦大学出版社. 2007. ISBN 9787309056020.
42. ↑   大明太祖高皇帝實錄. : 卷之六十八. 辛未 上御奉天門諭省府台臣曰海外蠻夷之國有為患於中國者不可不討不為中國患者不可輙自興兵古人有言地廣非久安之計民勞乃易亂之源如隋煬帝妄興師旅征討琉球殺害夷人焚其宮室俘虜男女數千人得其地不足以供給得其民不足以使令徒慕虛名自弊中土載諸史冊為後世譏朕以諸蠻夷小國阻山越海僻在一隅彼不為中國患者朕決不伐之惟西北胡戎世為中國患不可不謹備之耳卿等當記所言知朕此意
43. ↑   . 维基文库: p. 第三卷 边裔总部汇考三 （中文）. 洪武四年谕省府台臣：“外国不侵，中国无辄用兵，惟西北不可不备。”
44. ↑  《崇祯实录》（卷三）：“癸亥，杀督师兵部尚书袁崇焕，处以殊死。上御暖阁，辅臣成基命等入对。久之，出御平台。文武诸臣俱入谕曰：‘袁崇焕付讫不效，专事欺隐市粟、谋款不战、散遣援兵、潜移喇嘛僧入城，卿等已知之，自当依律正法。今特流其妻子兄弟，余不问。辅臣顿首谢。”
45. ↑  《崇禎長編》（卷37）：“諭以袁崇煥付托不效，專恃欺隱，以市米則資盜，以謀款則斬帥，縱敵長驅，頓兵不戰，援兵四集，盡行遣散，及兵薄城下，又潛攜喇嘛，堅請入城，種種罪惡。命刑部會官磔示，依律家屬十六以上處斬，十五歲以下給功臣家為奴。今止流其妻妾，子女及同產兄弟于二千里外，余俱釋不問。”
46. ↑  李林楠著，《永乐之治：朱棣传》，文化发展出版社，2021年11月，ISBN 978-7-5142-3397-1，第五章、新的秩序，第2节、开拓西南，第331-333页
47. ↑  李林楠著，《永乐之治：朱棣传》，文化发展出版社，2021年11月，ISBN 978-7-5142-3397-1，第五章、新的秩序，第2节、开拓西南，第333-342页
48. ↑  张孝明. . 《中国藏学》. 2019年, (第1期).
49. ↑  蒲文成; 王心岳. . 兰州: 甘肃人民出版社. 2008. ISBN 7226031345.
50. ↑  李林楠著，《永乐之治：朱棣传》，文化发展出版社，2021年11月，ISBN 978-7-5142-3397-1，第五章、新的秩序，第4节、典型的宗藩秩序：朝鲜，第361-370页
51. 1 2 3  朱亞非. . 濟南: 濟南出版社. ISBN 7805728089.
52. ↑  万明. . 中国社会科学院古代史研究所.   [2023-01-31]. （原始内容存档于2023-02-02）. 西北的蒙古才是心腹之患，不能不谨慎防备。直接说明将元朝北去的残余势力看作新王朝一大心病，将北部陆上作为王朝军事防御的重心
53. ↑  赵世瑜.  (PDF). 《清华大学学报( 哲学社会科学版)》. 2012年, (第1期)  [2023-02-02]. （原始内容存档 (PDF)于2023-02-02）.
54. ↑  文庄. . 北京: 社会科学文献出版社. 2013. ISBN 9787509745366.
55. 1 2 3 4 5 6 7 8 9 10 11  王毓銓 (编). . 北京: 經濟日報出版社. 2007.
56. ↑  復旦大學. . 上海: 上海人民出版社. 1982年.
57. ↑  邓拓. . 北京: 北京出版社. 1998: 41.
58. ↑  曹樹基. . 歷史研究. 1997, (01): 17-32.
59. 1 2 3 4 5 6 7 8 9  何孝榮等. . 南京: 南京出版社. 2013.
60. ↑  榮振華. . 由耿昇翻译. 北京: 中華書局. 2014: 800.
61. 1 2 3  本書編寫組. . 馬克思主義理論研究和建設工程重點教材. 北京: 高等教育出版社. 2019: 268–269. ISBN 9787040508833.
62. 1 2 3 4 5 6 7 8 9 10  袁行霈 (總主編); 黃霖 (卷主編); 袁世碩 (卷主編); 孫靜 (卷主編) (编).  第三版. 北京: 高等教育出版社. 2014. ISBN 9787040325720.
63. ↑  黃惇. . 南京: 江蘇教育出版社. 2007: 173-184.
64. ↑  單國強. . 中國大百科全書（第三版）.   [2023-01-29]. （原始内容存档于2023-01-15）.
65. 1 2 3  陈宝良. . 北京: 中国社会科学出版社. 2004. ISBN 7500444168.
66. ↑  林麗月. . 新史學: 111–157.
67. 1 2 3 4 5 6 7 8 9 10  呂凌峰; 李亮. . 南京: 南京出版社. 2015. ISBN 9787553308258.

### 史籍
1. ↑  .  . 维基文库.
2. ↑  夏燮.  . 维基文库. （張太皇太后言）皇帝年幼，岂知此辈自古祸人家国？我听帝暨诸大臣留振，此后不得令干国事也。
3. ↑  谷應泰.  . 维基文库. 朕自在春宫，至登大位，几二十年。尔夙夜在侧，寝食弗违，保护赞辅，克尽乃心，正言忠告，裨益实多。
4. ↑  谷應泰.  . 维基文库. （樊忠言）吾為天下誅此賊。
5. ↑  .  . 维基文库. 臨陣將不顧軍先退者，斬其將；軍不顧將先退者，後隊斬前隊；敢違軍令者，格殺勿論。
6. ↑  夏燮.  . 维基文库.
7. ↑  查繼佐.  . 维基文库. 皇太后周氏曰：“彼有何美，而承恩多？”明憲宗曰：“彼抚摩吾安之，不在貌也。”
8. ↑  夏燮.  . 维基文库.
9. ↑  
王其榘. . 北京: 中華書局. 1989: 339. ISBN 7-101-00576-4. OCLC 24028034.
10. ↑  .  . 维基文库.
11. ↑  .  . 维基文库.
12. ↑  .  . 维基文库.
13. ↑  徐光啟.  . 维基文库. 丘濬《大学衍义补》曰……至我国朝，其种乃遍布于天下，地无南北皆宜之，人无贫富皆赖之，其利视丝枲盖百倍焉。
14. ↑  《王陽明全集》卷三十五。[查证请求]
15. ↑  黃宗羲. . 為天下，非為君也；為萬民，非為一姓……世之為臣者，昧於此義，以謂：臣為君所設，者也；君分吾以天下，而後治之；君授吾以人民，而後牧之；視天下民為人君橐中之私物。
16. ↑  萬曆《上元縣志》〈序〉

## 延伸閱讀
- . 中華書局. ISBN 7101003273.
- 談遷. . 中華書局. ISBN 7101003729.
- 吳晗. . 中華書局. ISBN 7101047424.
- 錢海岳. . 中華書局. ISBN 7101044298.
- 南炳文、湯綱. . 上海人民出版社. ISBN 7208041261.
- 樊樹志. . 復旦大學出版社. ISBN 7309037464.
- 牟復禮（Frederick W. Mote）、崔瑞德（Denis Twitchett）. . 中国社会科学出版社. 1992年11月. ISBN 9787500410119.
- 司徒琳（Lynn H. Struve）. . 由李荣庆翻译. 上海书店出版社. 2007年1月. ISBN 9787806784457.
- 錢穆. . 中華書局. ISBN 7-100-01766-1.
- 黃仁宇. . 生活·讀書·新知三聯書店. ISBN 7-108-01036-4.
- 黃仁宇. . 生活·讀書·新知三聯書店. ISBN 9787108015464.
- 孫文良. . 江蘇教育出版社. ISBN 7534369517.
- 孫文良、張傑. . 江蘇教育出版社. ISBN 7534-36983-5.
- 陳時龍、許文繼. . 中華書局. 2005. ISBN 7-101-04549-9.
- 王豐明. . 中華書局. ISBN 7-101-05077-8.
- 胡敏、馬學強. . 上海文藝出版社. ISBN 7-5321-2805-9.
- 張元、李孝悌. . 龍騰文化. ISBN 957-458-522-0.
- 吳量愷 主編 (编).  第1版. 湖南人民出版社. 2002年12月. ISBN 9787543831810.
- 張治安. . 經聯出版事業公司. ISBN 957-08-0135-2.
- 蔡石山. . 由江政宽翻译. 中华书局. 2009年11月. ISBN 978-7-101-06977-8.